# 羽州ぼろ鳶組シリーズの登場人物
羽州ぼろ鳶組シリーズの登場人物（ぼろとびぐみシリーズのとうじょうじんぶつ）は、今村翔吾による日本の小説、ラジオドラマ『羽州ぼろ鳶組シリーズ』に登場する架空のキャラクターの説明の一覧である。
文中で名前が登場していない人物は「某（なにがし）」と記載。
年齢は便宜上、下記を基準年として記載。
（※実際には1巻第六章で1773年、第四章で1764年の出来事が挿話されているが、記載が複雑になる為簡略化）
基準年：1巻[1770年-1772年]　2～5巻[1773年]　零巻[1756年]　6巻～[1774年]
「声」の項は、アニメにおける声優。

## 武家火消
新庄藩 / 加賀鳶 / 八重洲河岸定火消 / 麹町定火消 / 仁正寺藩 / 尾張藩 / 飯田町定火消 /米沢藩定火消/市ヶ谷定火消/ その他

### 新庄藩
松永 源吾 久哥（まつなが げんご ひさうた）
- 声 - 梅原裕一郎[1]
- 初登場巻：1巻『火喰鳥』
- 所属：飯田町定火消 鳶（零巻）→飯田町定火消 頭取（零巻）→新庄藩火消 頭取
- 年齢：16歳（零巻）→30歳-32歳（1巻）→33歳（2巻～）→34歳（6巻～）
- 生まれ年：1741年
- 身長：五尺八寸（約174cm）
- 二つ名：「黄金雛（こがねびな）」（零巻）→「火喰鳥（ひくいどり）」
- 二つ名の由来：瞬く間に火を消し止める手並みの鮮やかさと、鳶が鳥類であることから。最初に言い始めたのは、深雪を助けた九段坂飯田町の火事の半年程前、有馬藩の者の言葉がきっかけだったと記憶している。
- 火消羽織の裏地：復活と再生の象徴である鳳凰。
- 性格：短気で情に脆い。
- 嗜好：煙草が好きだが、夏の暑い日の煙草は不味く、冬が最も美味いと思っている。銘柄は「水府(すいふ)」。ぬめぬめしたものが苦手。茄子が嫌い。
- 癖：不安な時、口内を噛む。足に痺れが起きぬよう、胡坐を掻きつつ足の親指を絶え間なく動かす。

江戸生まれの江戸育ち。幼少から町人である配下の鳶と過ごす時が長かった為、日常では伝法口調に染まっている。
先祖は大和国持ち大名の松永久秀であるということになっているが定かではない。だが戸沢家に仕えるに辺り、この伝承を左門が家老たちに触れ込んでいる。
褒めるのが上手く、人を育てることに長けている。才能がある人材を見つけ出す目にも長けている。
佩刀は業物「聾長綱（つんぼながつな）」。長綱は初代近江守忠綱の門弟で、耳が聞こえない大阪新刀の名工。深雪の父月本右膳が婚姻の折に贈った逸品。「長綱は耳が聞こえずともこれほどの刀を生み出した。婿殿はそれに慢心してはならぬ。」と戒めの意味を込めている。
羽織の裏は、最も憧れの火消である伊神甚兵衛と同じ鳳凰。源吾が幼い頃、甚兵衛に使わせて欲しいと願い出た。甚兵衛の鳳凰が右を向いているのに対して、源吾の鳳凰は左を向いている。いつか甚兵衛の傍らでともに指揮した時、鳳凰が向き合って対になることを夢想して作った。
学問と剣の腕前は人並み以下。定火消時代に水練にも励んでいた為、水黽のようだと言われた程泳ぎが上手い。
母は5歳の時に他界している。
右脚を怪我しており、脛のあたりの骨がいびつに突出している。その為住年のように走ったりすることが出来なくなった。
鳥越 新之助 正勝（とりごえ しんのすけ まさかつ）
- 声 - 梅田修一朗[1]
- 初登場巻：1巻『火喰鳥』
- 所属：新庄藩火消 頭取並
- 年齢：19歳-21歳（1巻）→22歳（2巻～）→23歳（6巻～）
- 生まれ年：1752年
- 身長：五尺四寸（約162cm）
- 二つ名：「襤褸鳶（ぼろとび）」　※剣客としては「新庄の麒麟児」
- 火消羽織の裏地：勇壮に踊る麒麟。
- 性格：明るく、人の懐に入り込むのが上手い。
- 嗜好：酢味噌和えが好物。

火消になることを避けており、武士として武芸や学問で身を立てたいと思っていた。一時期は剣にのめり込み、一刀流剣術、林崎新夢想流居合術を修めている。
安永三年「府内剣客十傑」の一人に選ばれる。
犬の命を救う為に殉職した父を軽蔑していたが、自身も同じように犬が閉じ込められた土蔵に遭遇。朱土竜があるとわかっていながらも、命を救う為に立ち向かった。(1巻『火喰鳥』)
父が好きでよく貸本屋から借りてきた「水滸伝」を読んでいた。首領の宋江を支える重要な役回りである盧俊義が特に好き。盧俊義の二つ名が「玉麒麟」で、自分も御頭を支えて多くの命を救えるよう、羽織の裏地を麒麟にした。
一度見たものをまるで絵のように脳裏に焼き付け、決して忘れないという能力がある。その記憶力で火事場の下手人を見つけるなど、役立つことは多々あるが、思い出したくない記憶が、脳裏に焼き付いて離れないという苦悩もある。
寅次郎（とらじろう）
- 声 - 木村昴[1]
- 初登場巻：1巻『火喰鳥』
- 所属：新庄藩火消 壊し手組頭
- 年齢：31歳-33歳（1巻）→34歳（2巻～）→35歳（6巻～）
- 生まれ年：1740年
- 身長：六尺四寸（約192cm）・四十五貫目（168kg）
- 二つ名：「荒神山（こうじんやま）」
- 二つ名の由来：力士時代の名前から。故郷にあった山の名前。
- 性格：まめで几帳面。よく人を見ており気遣いも欠かさない。配下から頼られている。

近江国石寺村の産。
幼い頃から躰が大きく、「大きい躰は弱い者を守る為に神様がくれたもの」と母から言われた事をきっかけに力士を志した。
父は幼い頃に亡くし、躰を壊した母の為、収入の大半を国元にいる母へ送っている。火消になってからは、母を江戸に呼び寄せた。
温厚で普段は激昂することなどないが、力士、特に達ヶ関のことを悪く言われるのは我慢ならない。
幕内力士で最高前頭二枚目まで登り詰め、あと少しで三役という時に、達ヶ関が定火消配下の鳶と揉めているのを仲裁に入り、膝を壊された(この時揉めた火消は松平家で、脚を怪我させた張本人は鵜殿だった事が後に判明)。それ以降負けが続いて前頭十四枚目にまで落ちる。幕下になれば引退して故郷の近江に帰り、田畑を耕そうと考えていた。源吾が自身を顧みずに火消として人を助ける姿を見て感銘を受け、本当に弱い者を守る為に火消となった。
まめな性格で会議や打ち合わせの場で、全て帳面に記録を書き残している。
彦弥（ひこや）
- 声 - 島﨑信長[1]
- 初登場巻：1巻『火喰鳥』
- 所属：新庄藩火消 纏番組頭・山城座（やましろざ）の軽業師
- 年齢：24歳-26歳（1巻）→27歳（2巻～）→28歳（6巻～）
- 生まれ年：1747年
- 身長：五尺五寸（約165cm）
- 二つ名：「谺（やまびこ）」　※軽業師としては「山彦（やまびこ）」
- 火消羽織の裏地：舞い散る銀杏の柄に、今まで関係を持った女の頭文字を刺繍。
- 性格：軽薄で女好きの反面、自身が守る者の為ならどんな事でもやってのける一途さと胆力がある。

母親は吉原の遊女。皆が堕ろせと反対するのを無視して彦弥を産んだ。山城座に養子に出される日に、和尚から母の事を聞き、母の面影を探しに吉原の町へ度々通っていた。その為吉原の店に上がったことはないが、吉原に関する知識を持っている。
女性（年齢を問わず）が嫌がる事は絶対しない。女性を守る為ならどんなことでもする矜持がある。
幼馴染のお夏に惚れていたが、お夏は同じく幼馴染の甚助と想い合っていた。それを知りながらもお夏の身を守る為、借金を肩代わりして高利貸しの丹波屋に追われていた。（1巻『火喰鳥』）
幼馴染のお夏からくれた臙脂の長手拭いを、いつも首に巻いている。(6巻『夢胡蝶』)
美しく整った顔立ちをしている為女性から迫られることもよくあり、一夜限りの関係を持っては後悔する。(6巻『夢胡蝶』)
節操なく女性に声を掛けて口説くのは、深雪に叱られるので自重している傾向にある。
適度に人を放任するところがよく、人を育てるのが上手い。纏番は全員が急速に力をつけており、若手の信太は4年目にして番付入りした。
加持 星十郎 光春（かじ せいじゅうろう みつはる）
- 声 - 小野賢章[1]
- 初登場巻：1巻『火喰鳥』
- 所属：新庄藩火消 風読み・新庄藩天文方の長
- 年齢：25歳-27歳（1巻）→28歳（2巻～）→29歳（6巻～）
- 生まれ年：1746年
- 二つ名：「赤舵（あかかじ）」
- 二つ名の由来：赤い髪と名前の加持を元に、風読みとして火を舵取るように導いてくことから彦弥が命名。
- 性格：理知的で楽観は口にしない。新庄藩のいい歯止め役。
- 癖：集中している時に、後れ毛を弄る。

赤茶けた総髪。くっきりとした二重瞼。赤みを帯びた大きな瞳。高い鼻梁。
南蛮の血を受け継いでいる。源吾たちと出会うまでは赤い髪が嫌で、外に出る時は隠していた。
自分の思いを表に出さなかったが、火消になってから少しずつ感情を露わにすることも増えてきた。源吾たちの影響か、悪知恵が働き軽口も叩くようになる。
「小諸屋」の看板娘、鈴に心を寄せている。京へ赴いた時は、鈴にお土産を買ってきていた。
信太（しんた）
- 初登場巻：1巻『火喰鳥』
- 所属：新庄藩火消 団扇持ち→副纏師（7巻～）
- 二つ名：「武生（たけふ）」
- 二つ名の由来：ふるさとの名が異名だったら兄を自慢出来るだろうという彦弥の計らいから。
- 性格：妹思いで涙脆い。

越前武生の産。
新庄藩再興当初からの鳶。彦弥の配下。
妹の縁談が決まると、別れるのが寂しいと泣く妹思いの兄。（この時何故か関係のない彦弥までも目頭を押さえて泣き出した）
二つ名は彦弥が本人に内緒で付けて、それを知って信太は嬉しさから泣いた。
権太（ごんた）
- 初登場巻：5巻『菩薩花』
- 所属：新庄藩火消 鳶
- 年齢：42歳（5巻）→43歳（6巻～）

越前から呼び寄せた鳶の1人だが、年嵩の為に雑用や後方支援を行っている。
和四郎（わしろう）
- 初登場巻：5巻『菩薩花』
- 所属：新庄藩火消 壊し手

寅次郎の配下。補佐役を務めており、寅次郎の後釜として育てている。
銅助（どうすけ）
- 初登場巻：5巻『菩薩花』
- 所属：新庄藩火消 源吾の近習

新庄藩再興当初からの鳶。源吾の近習のような役目を担っている。
町で食い逃げがあり和四郎と共に二人の男を捕まえたが、銅助が飛び蹴りを見舞ったのは、食い逃げを追いかけていた火消の晴太郎だった。（9巻『双風神』）
半次郎（はんじろう）
- 初登場巻：7巻『狐花火』
- 所属：新庄藩火消 水番→町火消 け組 水番
- 年齢：21歳（7巻～）

火を読む勘が良く、将来を期待されている若き火消。
安永二年にけ組の水番から二人の殉職者が出て、頭の憐丞が優秀な水番探していた。憐丞が源吾に頼み、武蔵の薫陶を受けた半次郎に白羽の矢が立ち、半次郎はけ組に移ることを決めた。（7巻『狐花火』）
眞鍋 幸三（まなべ こうぞう）
- 初登場巻：零巻『黄金雛』　※1巻『火喰鳥』に名前だけ登場
- 所属：新庄藩火消 頭取
- 年齢：没年齢不明

鳥越蔵之介、伊神甚兵衛と同期。十七歳の頃火消になった。
火消費用の投じ方について北条六右衛門に抵抗したが受け入れられず、遺書を残して切腹した。眞鍋の遺書により六右衛門の暴挙は諫められたが、鳶の大半は退転して火消組は壊滅した。
六右衛門とは道場で剣を交え、藩校で机を並べた学友だった。
鳥越 蔵之介（とりごえ くらのすけ）
- 初登場巻：零巻『黄金雛』　※1巻『火喰鳥』に名前だけ登場
- 所属：新庄藩火消組 頭取並
- 年齢：36歳（零巻）→50歳 明和七年(1770)没
- 生まれ年：1721年

鳥越新之助の父。北条六右衛門、眞鍋幸三と幼馴染。伊神甚兵衛と同期。
狐火が最初に行った火付けだと言われている、赤羽橋の不審火で殉職。
眞鍋が諌死したのち、頭取は空席のままで代行として新庄藩火消を支えた。
仕事に勤勉で、時間があれば町を見回っていた。
秋代に一目惚れして縁談を申し込んだ。普段は大人しい性格で、これが人生で初めて思い切った行動だったらしい。

### 加賀藩
大音 勘九郎 厚盛（おおと かんくろう あつもり）
- 初登場巻：1巻『火喰鳥』
- 所属：加賀藩 八番組頭（零巻）→加賀鳶 大頭
- 年齢：17歳（零巻）→31歳-33歳（1巻）→34歳（2巻～）→35歳（6巻～）
- 生まれ年：1740年
- 二つ名：「黒烏（くろがらす）」（零巻）→「八咫烏（やたがらす）」
- 二つ名の由来：黒染めの錏頭巾、酢酸鉄を用いて染めた高価な漆黒の革羽織を身に纏っており、その出で立ちから。
- 火消羽織の裏地：人々を安寧に導く八咫烏。
- 性格：真面目で尊大。大きな責任感を背負い、常に頂点であろうと努めている。
- 嗜好：蛙や蛇が大の苦手で、蛙の鳴き声を聞くだけで肌がむず痒くなる。

妻を病で亡くす。火事場へ出動する勘九郎を送り出した時が今生の別れとなった。妻の為にも、常に火消として一番であり続けなければならないと思っている。（2巻『夜哭烏』）
火消としては優れているが、それ以外の所は少し間が抜けたところもある。加賀の風習であるころころ餅は、どこの国でも贈るものだと思っていたり、廊下に落ちていた縄を蛇だと勘違いし、四半刻も睨み合いをしていたらしい。（5巻『菩薩花』）
堅物ではあるが、目的の為なら手段を選ばない頭の柔らかさを持っている。源吾が十八番の火消法度を用いて強引に突破する方法は、勘九郎が最初に考え付いたもの。（零巻『黄金雛』）
詠 兵馬（ながめ ひょうま）
- 初登場巻：2巻『夜哭鳥』
- 所属：加賀藩 三番組頭（零巻）→加賀鳶 頭取並 兼 一番組頭
- 年齢：22歳（零巻）→39歳（2巻～）→40歳（6巻～）
- 生まれ年：1735年
- 身長：五尺八寸（約174cm）
- 二つ名：「鷹眼（おうがん）」（零巻）→「隻鷹（せきおう）」
- 性格：常に冷静で合理的。

謙八の孫。勘九郎より21歳年上の姉の子。勘九郎の年上の甥。
勘九郎の後見役を務めていた。
有沢流軍学を著名な有沢到貞(むねさだ)より直に学び、皆伝を与えられたほど兵法に通じている。
特殊な目を持っており、大音家の五代目大頭が同じ特技を有していたと伝わっている。建家を見れば、それを上空から見た絵図が脳裏に浮かぶ。一方より二方、三方、四方と見れば見るほどその絵図の精度は高まっていく。
特殊な目のせいで、幼い頃は歩き回らずとも隠れ鬼で次々に仲間を見つけるので、家じゅうの者たちから大層気味悪がられたらしい。
家中で有名な程相撲が好き。暇さえあれば稽古まで観に行く程。荒神山のことも若手で勢いがあると注目していた。（零巻『黄金雛』）
右目は眼帯で塞がれている。林大学の火事で、勘九郎を守る為に仁王立ちで楯となった時、飛散した鋭い木が貫いて失明した。（零巻『黄金雛』）
清水 陣内 忠重（しみず じんない ただしげ）
- 初登場巻：2巻『夜哭鳥』
- 所属：加賀藩 二番組頭
- 二つ名：「煙戒（えんかい）」

堅実な手腕に定評がある。詩吟のように美しい言い回しをする。
嫡男は元服している。（2巻『夜哭鳥』）
煙を読むのに長けており、人並み外れた嗅覚に起因していると思われる。
一花 甚右衛門（いっか じんえもん）
- 初登場巻：2巻『夜哭鳥』
- 所属：加賀藩 三番組頭
- 二つ名：「椿（つばき）」
- 二つ名の由来：槍のような長鳶口を使い、手の届かぬ梁も両断して落としていくことから。

父親は不正を働く一派に協力し、汚れた金を得ていた。父は切腹し、一花家は家禄を七百石から二百石へと大幅に削られ、槍術指南の役目も罷免された。父の名誉を挽回する為、ひたすら槍を磨いた。
6つの頃から槍を持ち、槍術に天稟をみせた。宝蔵院流の槍の達人。25歳で府下十傑に数えられる。
大音家を継いだばかりの勘九郎が与力に貰い受けたいと申し出があり、甚右衛門は火消として功を重ねていった。
福永 矢柄（ふくなが やがら）
- 初登場巻：2巻『夜哭鳥』
- 所属：加賀藩 四番組頭
- 身長：五尺三寸（約159cm）
- 二つ名：「千本針（せんぼんばり）」
- 二つ名の由来：竜吐水の取り回しが特技で、いかに細い穴でも百発百中で水を通すから。

妻を娶ったばかり。（零巻『黄金雛』）
歩幅が狭くて栗鼠を思わせる。
小源太（こげんた）
- 初登場巻：2巻『夜哭鳥』
- 所属：加賀藩 五番組頭
- 年齢：23歳（2巻～）→24歳（6巻～）
- 二つ名：「火雀（ひすずめ）」
- 二つ名の由来：一度の呼吸で常人の三倍は息を止めることができ、火事場では煙を吸う事なく長く動き回れる。その為惜しみなく息を遣い、取り残された者に呼びかけることから。燃え盛る屋根にぎりぎりまで踏みとどまり、炎を飛び越えるから。

丸い瞳や小さな鼻で幼く見える。
穏やかな性格とは裏腹に、肝の据わり方は尋常ではない。
義平（ぎへい）
- 初登場巻：2巻『夜哭鳥』
- 所属：加賀藩 六番組頭
- 二つ名：「灰蜘蛛（はいぐも）」
- 二つ名の由来：地に這いつくばって灰をじっと吟味する姿から。灰の色や粒の大小、塵灰から何が燃えたのかを判別し、焼け跡に浮かぶ紋様から、どのように火が回ったのかを読むのに長けている。燃えた物や燃え方の速さで味が変わるらしく、時に灰を舐めて検分に生かしている。灰の粒の細かさなども手掛かりとなり、味覚、触覚に優れている。

気の強い者が多い加賀鳶の中で温厚な性格。
元火事場見廻り配下の小者。火事場の見分で主に盾突き激しい折檻を受けていた所に勘九郎が居合わせ、義平の見立ての方が正しいと看破した。その場で火事場見廻りを一喝した上で、自身がもらい受けると迫って加賀鳶に加えた。
分銅付きの紐で離れた柱を引き倒す。
番付狩りに襲われて、指の骨三本を折る重症を負った。(7巻『狐花火』)
仙助（せんすけ）
- 初登場巻：2巻『夜哭鳥』
- 所属：加賀藩 七番組頭 兼 筆頭纏師
- 二つ名：「仙助（ふうけつ）」

身寄りは嫁に出た妹だけ。
牙八（きばはち）
- 初登場巻：2巻『夜哭鳥』
- 所属：加賀藩 八番組頭
- 年齢：25歳（2巻～）→26歳（6巻～）
- 二つ名：「狗神（いぬがみ）」
- 二つ名の由来：狗神は人や牛馬だけでなく、無生物にも憑くといわれており、中でも有名なのが鋸に憑けば使い物にならぬという。これがすぐに鋸を摩耗させる牙八に符号することから。

江戸有数の大工の子として生まれる。元の名は喜八。
手先が器用で道具の修理などが得意。
父が極度の酒好きで、母や喜八に手を上げていた。十歳の頃、馬乗りで殴られている時に、母が父を包丁で刺した。牙八を逃がし、家に火をつけた。そこに勘九郎率いる加賀鳶が駆けつけ、喜八を保護。大音家の中間として雇い入れ、また加賀鳶を担う一手の頭になるよう加賀鳶の末端に加えた。身分は大音家の家人(倍々臣)。
喜八が名を捨てて、強く生まれ変わりたいと懇願したことで、勘九郎が「牙八」と名付けた。
加賀鳶歴代最年少の14歳で現場に立ち、めきめきと頭角を現わす。だが激昂しやすい性質であちこちで諍いを起こす為、いまいち番付はあがらない。
勘九郎にだけは従順。勘九郎と同格を張る源吾に対して、必要以上に対抗心を燃やしている。
人の胸ほどの高さのある大鉞(おが)で、鳶口や鉞でも太刀打ちできぬほどの太い柱も、あっという間に切断する。刃毀れが激しく、時には音を立てて折れることもあり、年に二、三度も新調する。
太助（たすけ）
- 初登場巻：5巻『菩薩花』
- 所属：加賀藩 四番組 水番

福永矢柄の配下。
圭太（けいた）
- 初登場巻：5巻『菩薩花』
- 所属：加賀藩

林大学火事の時に突入し、家臣たちを外へ誘導した火消の1人。（零巻『黄金雛』）

### 八重洲河岸定火消
進藤 内記（しんどう ないき）
- 初登場巻：5巻『菩薩花』
- 所属：八重洲河岸定火消 頭取
- 年齢：19歳（零巻）→36歳（5巻）→37歳（6巻～）
- 生まれ年：1738年
- 身長：五尺八寸（約174cm）
- 二つ名：「菩薩（ぼさつ）」
- 二つ名の由来：優れた人格と、目が細く穏やかな表情、眉間にある黒子。生来笑みを含んだ顔で、凋落の定火消を救済する者という意味から。

人格者だとされ火消の腕としても優秀だが、源吾は嫌悪感があり忌み嫌っていた。配下を駒のように扱い、命に関わる突入を即断できるところも快く思っていない理由の一つ。（5巻『菩薩花』）
兄より剣術も学問も一等劣り、父から毎日のように叱責されていた。八歳の頃、靱負が父に反発したことに動顛している内記に「お主はお主のままでよいのだ。お主にしか出来ぬことがきっとある」と優しく微笑み掛けてくれた。そんな兄のことが大好きで、心より尊敬していた。（零巻『黄金雛』）
兄の為にも精強な八重洲河岸定火消を取り戻す。町火消や大名火消にも負けず、いつか兄が届かなかった大関の位に上ってみせるのが生涯の目標だった。（零巻『黄金雛』）
吾妻伴衛門が屋敷を訪ねてきて、源吾達と企んでいる計画から手を退くように脅された。八重洲河岸定火消を守る為に話を受けざる負えなかったが、これ以降源吾達との距離が開くようになる。（0巻『黄金雛』）
吾妻伴衛門から伊神甚兵衛を下手人にして一橋屋敷を燃やす計画に加担する代わりに、「城火消」として定火消の一段上の地位を用意すると持ち掛けられた。計画に加担したと見せかけて、裏で配下に御門を開けさせるよう指示していたが露見してしまう。だが一橋治済本人に攻められても、火事を消すと言い放って一橋家との縁を自ら切った。（11巻『襲大鳳（下）』）
進藤 靱負（しんどう ゆきえ）
- 初登場巻：零巻『黄金雛』
- 所属：八重洲河岸定火消 頭取
- 年齢：29歳 宝暦二年(1752)没
- 二つ名：「虹彩（こうさい）」
- 二つ名の由来：どんな火事にも七色の虹の如く臨機応変に戦術を変える様から。

内記の十四歳年上の兄。
文武両道に秀で、火消としても極めて優秀。過去の火事を徹底的に調べて対策を練る努力の人でもあった。一向方戦術を編み出した。
二十歳で頭に就任した年に火消番付西前頭七枚目に入り、年々番付の位を上げ、四年後には関脇にまで昇った。
心優しく、内記に厳しく接する父に向かって「我らは父上の人形ではありませぬぞ！」と凄まじい剣幕で食って掛かった。「進藤の家名を思ってのことだ」と絞り出す父に「家名の一切は己が背負いまする。それならば文句はありますまい」と言い放ち、父は内記に無闇と厳しく当たることは無くなった。（零巻『黄金雛』）
宝暦二年(1752)日本橋で起きた火事で緋鼬が発生し、食い止める為に配下七十四名と玄蕃桶を担いで突貫して殉職。「八重洲河岸定火消よ！最後の一兵になるまで王城の民を救うために戦え！」が最後の言葉だった。（零巻『黄金雛』）
栄三郎（えいざぶろう）
- 初登場巻：零巻『黄金雛』
- 所属：八重洲河岸定火消 纏番
- 年齢：15歳（零巻）→33歳（10巻～）

宝暦六年(1756)に雇った新米鳶。
内記が蟄居になった後も、内記の元に残った数少ない鳶の一人。内記の事をよく理解しており、内記と暴いた新庄藩を快く思っていない。
岡五郎（おかごろう）
- 初登場巻：5巻『菩薩花』
- 所属：八重洲河岸定火消

内記の命で、逃げ遅れた六介の母を助ける為に火の中へ飛び込んでいく。六介の母は助けたが、命に関わる重症を負う。（5巻『菩薩花』）
猪吉（いのきち）
- 初登場巻：5巻『菩薩花』
- 所属：八重洲河岸定火消

内記の命で、逃げ遅れた六介の母を助ける為に火の中へ飛び込んでいく。六介の母は助けたが、命に関わる重症を負う。（5巻『菩薩花』）
喜六（きろく）
- 初登場巻：5巻『菩薩花』
- 所属：八重洲河岸定火消

河原者の子だということを文五郎が暴こうとしたから、文五郎を捕らえたという内記の嘘に利用された。（5巻『菩薩花』）
忠吾（ちゅうご）
- 初登場巻：5巻『菩薩花』
- 所属：八重洲河岸定火消

内記の配下。内記が行っていることの仔細を知っている鳶の一人。（5巻『菩薩花』）
貞介（さだすけ）
- 初登場巻：5巻『菩薩花』
- 所属：八重洲河岸定火消

内記の配下。内記が行っていることの仔細を知っている鳶の一人。（5巻『菩薩花』）
五歳の時に火事で親を亡くす。内記の"言いつけ"を破って、火付けとして真っすぐに生きる為、源吾達の消火に一番早く手を貸した。（5巻『菩薩花』）
岡田 巻之進（おかだ まきのしん）
- 初登場巻：5巻『菩薩花』
- 所属：八重洲河岸定火消

内記の配下。内記が行っていることの仔細を知っている鳶の一人。（5巻『菩薩花』）
八重洲河岸の火事は独断で火付けをしたと自供した。火付けは公に出来ない為、公金に手を付けたことにして島流しとなった。（5巻『菩薩花』）
平作（へいさく）
- 初登場巻：5巻『菩薩花』
- 所属：八重洲河岸定火消

近所の爺さんの将棋の相手をしている。
定吉（じょうきち）
- 初登場巻：5巻『菩薩花』
- 所属：八重洲河岸定火消

与力の娘に心を寄せている。

### 麹町定火消
日名塚 要人（ひなづか かなめ）
- 初登場巻：6巻『夢胡蝶』
- 所属：麹町定火消 頭取
- 身長：五尺六寸（約166cm）
- 二つ名：「唐笠童子（からかさどうじ）」
- 二つ名の由来：いつも顔を隠すほど大きな笠を被っていることから。

直参旗本戸田家用人。
一重瞼でやや吊り目、鼻は細く高い。眠たげな猫を思わせる相貌。
浅山一伝流の遣い手。要人曰く「国」で習ったとのこと。
実在した「日名塚 要人」に成り代わっている公儀隠密。田沼の命により動いている。「日名塚 要人」になる前の事は一切不明。
秀助と同じ目をしていると源吾は感じており、火事を憎んでいる節がある。金五郎の妻の話をしている時、小さく唸り声を発していた。深雪が薩摩藩の島津又三郎から教えてもらった、阿蘭陀料理である「エルテンスープ」を知っていた。田沼が「こう……」と呼びかけた。
吉原の火付け事件を解決する為、源吾達よりも前に田沼が独自に送り込んでいた。一橋に与するなら死を意味すると示す為に、要人を使って火付けの下手人を始末していた。(6巻『夢胡蝶』)
日名塚 要人(本人)（ひなづか かなめ）
- 初登場巻：6巻『夢胡蝶』
- 所属：麹町定火消 頭取　※1772年まで
- 年齢：35歳 明和九年(1772)没
- 身長：五尺二寸（約156cm）
- 二つ名：「唐笠童子（からかさどうじ）」
- 二つ名の由来：いつも顔を隠すほど大きな笠を被っていることから。

顔に痘痕、垂れ眉、団子鼻。痘痕に引け目を抱いており大きな菅笠をいつも被っている。
明和の大火の後に諏訪家を辞した。大火で妻と二人の子どもが死んだことで心を痛め、常陸の郷土の養子に入った弟の元に身を寄せ、田畑を耕して菩提を弔うつもりだった。だが常陸に向かう途中、旅籠で病による腹痛を訴えて死んだ。
田沼から江戸の民を守る為に名前を貸して欲しいと頼まれ、民を守る為ならばと快く名前を貸した。
よく腹を下しており、あ組の晴太郎とおなじ漢方の店に通っていた。
水谷 一郎太（みずたに　いちろうた）
- 初登場巻：7巻『狐花火』
- 所属：麹町定火消

麹町定火消。
影山 禅芭（かげやま ぜんば）
- 初登場巻：10巻『襲大鳳（上）』
- 所属：麹町定火消 副頭
- 年齢：初老

元浦賀火消。老練な指揮を執る。
口元には八の字に、顎には紙縒りの如き細い髭を蓄えており、どこか泥鰌を彷彿とさせる相貌。
安永（やすなが）
- 初登場巻：10巻『襲大鳳（上）』※名前だけ登場
- 所属：麹町定火消 水頭番

元箱館火消。
鬼頭（きとう）
- 初登場巻：10巻『襲大鳳（上）』※名前だけ登場
- 所属：麹町定火消 壊し手頭

元佐渡火消。
録次郎（ろくじろう）
- 初登場巻：10巻『襲大鳳（上）』※名前だけ登場
- 所属：麹町定火消 纏番

元日光火消。

### 仁正寺藩
柊 与一 公成（ひいらぎ よいち　きみなり）
- 初登場巻：3巻『九紋龍』
- 所属：仁正寺藩火消 頭取
- 年齢：25歳（3巻～）→26歳（6巻～）
- 生まれ年：1749年
- 二つ名：「凪海（なぎうみ）」
- 二つ名の由来：肩が滅法良く、手桶から水を零さずにどこにでも放り投げることから。
- 性格：面倒見がよく世話好き。

弟が二人、妹が三人いる。父は十四の時に殉職し、母は翌年末妹のお晴を産んだ翌日に他界。隠居していた祖父に火消のいろはを叩きこまれ、同時に武芸にも精を出して育った。
きりりと吊り上がった眉が特徴的。
天武無闘流(てんむむとうりゅう)を修めている。礫術も得意。
柊 古仙（ひいらぎ こせん）
- 初登場巻：零巻『黄金雛』　※5巻『菩薩花』に名前だけ登場
- 所属：仁正寺藩火消 頭取
- 年齢：62歳（零巻）→70歳 明和元年(1764)没
- 生まれ年：1695年
- 身長：六尺（約182cm）
- 二つ名：「海鳴（うみなり）」
- 二つ名の由来：現場でしわがれ声で叱ることから。
- 性格：面倒見がよく世話好き。

与一の祖父。
源吾が駆け出しの頃、隠居の身でありながら現場に立っていた。齢六十を越えていたのに肉が盛り上がるほどの体躯で、水から燃え盛る家に飛び込み、幼子を救ったこともある名火消。天武無闘流の皆伝を有する一流の武人でもあり、六十歳を越えてなお、あの辰一と一対一の大立ち回りをして取り押さえた。
千眼の卯之助と双璧の関脇だった。

### 尾張藩
伊神 甚兵衛（いがみ じんべえ）
- 初登場巻：零巻『黄金雛』　※7巻『狐花火』に登場するがこの時点で名前は不明
- 所属：尾張藩火消 頭取
- 年齢：36歳（零巻）→54歳（10巻）→54歳 安永3年(1774)没
- 生まれ年：1721年
- 二つ名：①「鳳の甚兵衛」②「大物喰い」　③最初の番付→「鳳（おおとり）」④1739年の番付→「炎聖（えんせい）」
- 火消羽織の裏地：①③裏地に派手な鳳凰の意匠を凝らしていることから。②どの火事場にも現れて手柄を挙げたことから。④頭になって二度目の番付で東の大関に選出され、僅か二年で並の火消の一生分以上の火事と闘ったから。

尾張藩火消頭の嫡男。父から家督を継ぎ、名を轟かせる為に江戸中どこにでも出動して大物喰いを行う。初年度で百九十七回出動し、先着の火消がいれば消口を分捕る行動にも出た。
涼やかな目元、高い鼻梁。右の目元に泣き黒子。
初めて大関になって以降十四年間、甚兵衛は一度も大関の座を譲らずに君臨し続けた。甚兵衛が大関になってから駆け付けた火事では、ただの一人も見捨てずに救い出すという武勇伝もある。
卓越した指揮の力と配下を纏める求心力だけではなく、纏と竜吐水の取り扱いも一流で風読みにも長けている。また腕力に加え、尾張柳生新陰流の皆伝も持っている傑物。
家中の裏切りにあり、尾張藩火消は仕掛けられた火事によって壊滅するが、甚兵衛だけが唯一生き残った。大火傷を負い半死半生の状態だったが生き延びて、大阪で内職をしながら養生した。惨劇によって指文様は消え去り、全身の肌半分ほどに浅黒く、蕩けたような火傷の痕が刻まれている。顔の右半分は焼けただれ上手く表情が作れない。躰の感覚が失せて、刀で腕を切っても痛みを感じない。
尾張藩火消が壊滅した事件の恨みから復讐を試みるが、あと少しの所で火消達の手によって止められる。松永重内の言葉で人に戻り、大学火事を生き延びた後は同期の火消を頼って桐生の寺で寺男として身を潜めた。火事から村人を救ったことで桐生の村の人々から感謝され、田畑を耕して落ち着いた生活するようになる。だが尾張藩火消の縁者にお金を送っていたことから、一橋家の者に生きていることと居所が露見した。尾張藩火消の縁者を人質に脅され、一橋家の仕事をせざるおえなくなる。その時種三郎と行動を共にしており、火付けの手助けをしていた。（7巻『狐花火』）尾張藩火消の縁者を一橋家の手に届かない場所へ移り住んでもらい一橋家から離反。一橋家が企んでいる火事を阻止しようと、江戸に戻って単独で動いていた。（10巻・11巻『襲大鳳（上・下）』）
荒崎 自然（あらさき じねん）
- 初登場巻：零巻『黄金雛』
- 所属：尾張藩火消 頭取並
- 年齢：34歳（零巻）→34歳 宝暦六年(1756)没

甚兵衛が火消頭取になった時から支え続けている。
指揮も風読みも一流で、無数の現場で経験を積んだ叩き上げの火消。
段五郎（だんごろう）
- 初登場巻：零巻『黄金雛』
- 所属：尾張藩火消 纏番
- 年齢：宝暦六年(1756)没
- 二つ名：「白蜻蛉（しろかげろう）」

金五郎、卯之助に可愛がられ、よく呑みに連れて行ってもらっている。
穴山 諸領（あなやま しょりょう）
- 初登場巻：零巻『黄金雛』
- 所属：尾張藩火消 風読み
- 年齢：宝暦六年(1756)没

詠兵馬と竹馬の友。
吉良 幸四郎（きら こうしろう）
- 初登場巻：零巻『黄金雛』
- 所属：尾張藩火消 水番
- 年齢：宝暦六年(1756)没

何かと張り合っているが、鈴木丹衛門と好敵手。
中馬 重右衛門（ちゅうま じゅうえもん）
- 初登場巻：零巻『黄金雛』
- 所属：尾張藩火消 壊し手頭
- 年齢：宝暦六年(1756)没

大柄の豪傑。柊古仙の手腕に惚れ、教えを請うていた師弟のような関係。
一朗太（いちろうた）
- 初登場巻：11巻『襲大鳳（下）』※名前だけ登場
- 所属：尾張藩火消
- 年齢：宝暦六年(1756)没

甚兵衛が呼んだ仲間たちの一人。
義助（よしすけ）
- 初登場巻：11巻『襲大鳳（下）』※名前だけ登場
- 所属：尾張藩火消
- 年齢：宝暦六年(1756)没

甚兵衛が呼んだ仲間たちの一人。
中尾 将監（なかお しょうげん）
- 初登場巻：零巻『黄金雛』
- 所属：尾張藩火消 頭取
- 年齢：30歳過ぎ（零巻）

小太りの男。
中尾采女の次男。尾張藩火消が壊滅した時、再建を託されて火消頭を拝命をした。腕前は素人に毛の生えた程度。

### 飯田町定火消
鵜殿 平左衛門（うどの へいざえもん）
- 初登場巻：1巻『火喰鳥』
- 所属：飯田町定火消 頭取

形原十内の甥。無外流の達人。
深雪に懸想しており、源吾に様々な嫌がらせをしていた。火事場に行かせないように身体を痛めつけ、今も残っている脚の怪我は鵜殿によるもの。（1巻『火喰鳥』）
火消のなんたるかもしれない鼻持ちならない嫌な奴だったが、源吾の行動に少しずつ触発され、火消らしくなっていく。
松永 重内（まつなが じゅうない）
- 初登場巻：零巻『黄金雛』　※5巻『菩薩花』に名前だけ登場
- 所属：飯田町定火消 頭取
- 年齢：47歳（零巻）→47歳 宝暦六年(1756)没
- 生まれ年：1710年
- 二つ名：「鉄鯢（てっけい）」
- 二つ名の由来：ゆったりとした様が鯢(さんしょううお)に似ており、火が迫っても動じなることのない鉄の心を持っていることから。大音謙八が命名。

源吾の父。重内の父の代から定火消の火消頭を務めており、重内が二代目。
人の好さそうな丸顔。八の字に垂れた眉。団子鼻、小太りの躰。
目立った手柄はなく、番付では東の前頭九枚目が最高。
温厚で、声を荒げるようなこともなく落ち着いて噛んで含めるように指示を出す。
重内が十九、妻が十六の時に夫婦になった。妻と「子を火消にせぬこと」を約束し、殿である松平隼人にも家格が落ちようとも他のお役目に就けるようにと頼んだ。隼人は好意的に受け入れ、文武に励ませるように命じた。だが源吾は育つにつれて火消に憧れ、親の目から見ても火消に向いていると思ってしまい、止めることが出来なかった。
神保 頼母（じんぼ たのも）
- 初登場巻：2巻『夜哭烏』
- 所属：飯田町定火消 頭取並→飯田町定火消 引退後雑務などを担当
- 年齢：36歳（零巻）→53歳（2巻）→53歳 安永二年(1773)没

源吾の父の代から仕える火消侍。引退後は火消の雑務を担当している。
火消になって間もない源吾に基礎を叩きこんだ。
火事が発生したが太鼓を打たせようとせず、新之助に組み伏せられ鵜殿が太鼓を打つと、舌を噛み切って自害した。（2巻『夜哭烏』）

#### 米沢藩定火消
神尾 悌三郎（かみお ていさぶろう）
- 初登場巻：6巻『狐花火』※名前だけ登場
- 所属：米沢藩定火消 頭取
- 二つ名：「黄獏（こうばく）」

特技は平装の時には使えない。
鳶市中に番町で火事が発生し、勘九郎指揮の元即席部隊が作られた。選抜された「火消連合」三十名の内の一人。（7巻『狐花火』）
沖也（おきや）
- 初登場巻：7巻『狐花火』　※6巻『夢胡蝶』に名前だけ登場
- 所属：米沢藩定火消
- 二つ名：「春雷（しゅんらい）」

太く逞しい眉。大き目の鼻孔が野性味を感じさせる。
空で漣次が最速なら、地で最速の火消。特技や活躍が府下でも図抜けて有名。
父親が盗賊「鬼灯組」の一人。父親が盗賊から抜けたあと病に倒れ、食べる為に沖也が盗みを行うようになった。逃げ去る時の速さから「雷小僧」と呼ばれていた。
父が亡くなり盗みで捕まった時、当時の米沢藩の火消が沖也の腕を見込んで必ず更生させると懸命に訴え、身元を引き請けた。
鳶市中に番町で火事が発生し、勘九郎指揮の元即席部隊が作られた。選抜された「火消連合」三十名の内の一人。（7巻『狐花火』）
神尾 芳一（かみお ほういち）
- 初登場巻：零巻『黄金雛』※名前だけ登場
- 所属：米沢藩定火消
- 年齢：没年齢不明

熟練の火消ならばもう助からないと判る状況で救出を断念したが、素人には見捨てたように映って散々に罵倒される。町では白い眼で見られるようになり、心を病んで首を括って自殺した。

#### 市ヶ谷定火消
小宮 三太夫（こみや さんだゆう）
- 初登場巻：10巻『玉麒麟』
- 所属：市ヶ谷定火消 火消頭

決断力に乏しい。軽輩には上から物を言う。

### その他

#### 本荘藩
鮎川 転 氏利（あゆかわ うたた うじとし）
- 初登場巻：6巻『夢胡蝶』
- 所属：本荘藩 頭 兼 纏師
- 年齢：25,6歳（6巻）
- 二つ名：「天蜂（てんぽう）」
- 二つ名の由来：動き出しから相当な速さで走れる。その時の動きが蜂が襲って来る様子に似ていることから。

国家老の三男。怜悧な目、締まった頬、上唇が厚く甘えたような印象がある美男子。
九歳で自分が父親の子ではないと知る。家中では「遊女の子」「殿に捨てられた子」と陰口を叩かれ、周りに馴染めなかった。百姓や商人の子と遊ぶ幼少期を過ごし、木登りや滝へ飛び込んだりなどの遊びに興じ、身軽さを身に付けた。二人の兄からも陰険な苛めを受け、父に願い出て養子に入る。名跡の絶えた鮎川家を継いで名も改めた。十九歳で勇名を轟かせる為に火消を志願して江戸に出た。本荘藩上屋敷から吉原が近く、母を近くに感じられるような気がしてよく吉原へ立ち寄っていた。
自分が藩主の子だと信じており、いつか鮎川家を家老職にし、兄二人を見返したいという野心を持っていた。引手茶屋で、力を貸してくれれば家老の職と、時里を身請けできるだけの金を用意すると男に声を掛けられる。後日当座の金として五十両を渡され、吉原を憎む者たちと一緒に世直しをする気持ちで火付けを始めた。梅毒に冒された遊女が自分の命も共に燃やしたことで一時葛藤したが、時里だけは救うという一心で最後までやり遂げようとした。（6巻『夢胡蝶』）
吉原で火付けを教唆した罪により八丈島への島流しに処された。八丈島では中ノ郷村に割り当てられ、「留吉」の名で漁をして生活する。非常に慎ましく、模範的に過ごしており、村名主の与兵衛からも好意的に認められている。島で火消組が出来た時は入るのを断ったが、火事が起こった時には居ても立っても居られず、消火活動に手を貸した。（幕間『恋大蛇』）

#### 松代藩
鈴木 丹衛門（すずき たんえもん）
- 初登場巻：5巻『菩薩花』と零巻『黄金雛』に名前だけ登場
- 所属：大垣藩
- 二つ名：「水牛（すいぎゅう）」

府下で最も水の扱いが巧い。
大音謙八などと同年代。1754年に火消の職を退いている。
鈴木 筆　李久（不明）
- 初登場巻：―
- 所属：松代藩
- 二つ名：「水纏（みずまとい）」※漢字の解読が間違っている可能性あり

安永二年の火消番付で東の前頭十六枚目に名を連ねている。（5巻『菩薩花』の付録）

#### 熊本藩
畑山 監物 長誠（はたけやま けんもつ）
- 初登場巻：1巻『火喰鳥』と7巻『狐花火』に名前だけ登場
- 所属：熊本藩
- 二つ名：「眠獅子（ねむりじし）」

西の大関（1巻『火喰鳥』時点）。安永二年の火消番付で東の前頭二枚目に名を連ねている。（5巻『菩薩花』の付録）
鳶市中に番町で火事が発生し、勘九郎指揮の元即席部隊が作られた。選抜された「火消連合」三十名の内の一人。（7巻『狐花火』）

#### 薩摩藩
安栖 忠兵衛 貞清（やす ちゅうべえ）
- 初登場巻：7巻『狐花火』※名前だけ登場
- 所属：薩摩藩
- 二つ名：「弥勒馬（不明）」

鳶市中に番町で火事が発生し、勘九郎指揮の元即席部隊が作られた。選抜された「火消連合」三十名の内の一人。（7巻『狐花火』）
安永二年の火消番付で東の前頭十一枚目に名を連ねている。（5巻『菩薩花』の付録）
枦山 権六 重克（はぜやま ごんろく しげかつ）
- 初登場巻：7巻『狐花火』※名前だけ登場
- 所属：薩摩藩
- 二つ名：「三軒抜（不明）」

鳶市中に番町で火事が発生し、勘九郎指揮の元即席部隊が作られた。選抜された「火消連合」三十名の内の一人。（7巻『狐花火』）
安永二年の火消番付で西の前頭五枚目に名を連ねている。（5巻『菩薩花』の付録）

#### 牛久藩
庄司 三太夫（しょうじ さんだゆう）
- 初登場巻：1巻『火喰鳥』
- 所属：牛久藩

常陸国牛久藩（ひたちのくにうしくはん）山口但馬守家臣。浅草から新庄藩に助力する為駆けつけてきた火消の一人。（1巻『火喰鳥』）

#### 庭瀬藩
藤井 十内（ふじい じゅうない）
- 初登場巻：1巻『火喰鳥』
- 所属：庭瀬藩 水番頭

板倉家家臣。浅草から新庄藩に助力する為駆けつけてきた火消の一人。（1巻『火喰鳥』）
事件解決の為に板倉家に来た源吾を見つけ、身の危険を顧みずに源吾に真相を語った。（2巻『夜哭烏』）
板倉 某（いたくら なにがし）
- 初登場巻：2巻『夜哭烏』
- 所属：庭瀬藩 火消頭

五つになったばかりの男子を攫われた。湯島天神で起こる火事に火消を繰り出せば子の命は無いと脅され、太鼓を打つが火消は出さないという苦渋の決断をした。結果子どもは無事に救出することが出来た。

#### 峯山藩
山下 又兵衛（やました またべえ）
- 初登場巻：1巻『火喰鳥』
- 所属：峯山藩

京極主膳正家中。浅草から新庄藩に助力する為駆けつけてきた火消の一人。（1巻『火喰鳥』）

#### 島原藩
池本 与五郎（いけもと よごろう）
- 初登場巻：1巻『火喰鳥』
- 所属：島原藩

戸田因幡守家家臣。浅草から新庄藩に助力する為駆けつけてきた火消の一人。（1巻『火喰鳥』）

#### 奥平家
和間 九右衛門（わま きゅうえもん）
- 初登場巻：2巻『夜哭烏』
- 所属：奥平家 火消頭
- 二つ名：「一刀（いっとう）」
- 二つ名の由来：長屋の細柱を一刀の元に斬って回ったことから。

無外流を遣い、藩の剣術指南役とも互角に渡り合う達人。待望の男子が生まれたばかりで、配下にも慕われていた。火事の報があっても太鼓を打たず、配下が近づくと太鼓を一刀両断した。錯乱したような有様で、火事の消化が始まったという報が届いた直後切腹した。

#### 諏訪家
中田 和次郎（なかた わじろう）
- 初登場巻：2巻『夜哭烏』
- 所属：諏訪家 火消頭
- 年齢：40頃

温厚で寡黙だが面倒見がよく、配下にも慕われていた。火事が起こっても太鼓を鳴らさず、その後自害した。

#### 稲葉藩
大藪 清右衛門（おおやぶ せいえもん）
- 初登場巻：7巻『狐花火』
- 所属：稲葉藩 火消頭

稲葉藩丹後守家。京にいたが、江戸火消の頭が病で辞すことになり、弾馬の推挙で新たに頭の任に就いた。

#### 水口家八丁火消
高田 主税（たかだ ちから）
- 初登場巻：8巻『玉麒麟』
- 所属：水口家八丁火消 頭

源吾が日本橋本銀町の火元の状況を聞いた相手。

#### 大垣藩
渋谷極人多連坊（不明）
- 初登場巻：―
- 所属：大垣藩
- 二つ名：「石割（不明）」

安永二年の火消番付で西の前頭十五枚目に名を連ねている。（5巻『菩薩花』の付録）

## 町火消
あ組 /い組/ゑ組 /け組 /さ組 /と組 /な組 /に組 /め組 /も組 /よ組 /本組 /万組 /千組

### あ組
晴太郎（せいたろう）
- 初登場巻：5巻『菩薩花』
- 所属：あ組 頭
- 年齢：33歳（5巻）→34歳（6巻～）
- 二つ名：「遖（あっぱれ）」

源吾、漣次と同じ年で、火消になったのも同年の同期。
間が悪い事で有名で、十回に九回は何らかの事情で手柄を逃す。だがその一回に皆が驚く程の大手柄を立て、番付入りも果たしている。
「俺たちが付いてなきゃ、御頭は危なっかしいから」と、配下には滅法好かれており、あ組は一枚岩の結束を誇っている。
番付狩りに襲われて怪我を負う。しかも間違って二回狩られ、汚名返上の為に番付狩りを追いまわしたが返り討ちにされる。(7巻『狐花火』)

### い組
金五郎（きんごろう）
- 初登場巻：1巻『火喰鳥』
- 所属：い組 頭
- 年齢：42歳（零巻）→56歳-57歳（1巻）→57歳 明和八年(1771)没
- 生まれ年：1715年
- 二つ名：「青狼（せいろう）」→「白狼（はくろう）」

四十数年前から火消を務めており、圧倒的な経験値を持つ。昔は向こう見ずな男だったらしい。
独り身だったが、三十後半の頃に料理茶屋の女中お栄との間に子が出来た。金五郎は一緒になるつもりだったが、お栄は金五郎を火事で命を落とすかもしれないと心配し、待つのが耐えられずに一緒になることを拒んだ。金五郎は毎月銭を届けさせていた。子ども―慶司が十歳になった時にい組の教練場に訪ねてきて、「母子を捨てた」「それでも男か」などと罵声を浴びせられた。以降毎年一度は訪れるようになり、金五郎は慶司が来るのが楽しみになった。
漣次（れんじ）
- 初登場巻：1巻『火喰鳥』
- 所属：い組 頭付き筆頭（零巻）→い組 頭
- 年齢：34歳（6巻～）
- 生まれ年：1741年
- 二つ名：「小天狗（こてんぐ）」→「縞天狗（しまてんぐ）」

鞣革のような褐色の肌。彫が深く目鼻がはっきりとしている精悍な顔つき。声が心地よい低さで、女子にも人気がある。
縞模様を好み、縞模様の着物ばかり着ている。皆と揃いでなくてならない半纏も、色合いだけ合わせた縞の長半纏を拵える徹底ぶり。
跳躍力が凄まじく、軒を摘まんで自身の身体を屋根に引き上げられるぐらい指の力が強い。金五郎の薫陶を受けて成長した、江戸一番の纏師。
源吾のことを「源」と呼び、同じ年で火消になったのも同年。
一緒になっても悲しい思いをさせるのではないかと不安で悩んでいた時、金五郎に背中を押されて、千と夫婦になることを決めた。
「来生」に近い場所に家がある。長屋ではなく小綺麗な仕舞屋(しもたや)。
いい陽気の日は屋根に寝そべり、お天道様の光を浴びるのが好き。
慎太郎（しんたろう）
- 初登場巻：7巻『狐花火』
- 所属：い組 頭付き
- 身長：五尺八寸（約175cm）

三河、和泉の産。母は飯盛女。父は誰だかわからない。
六歳から旅籠の雑用を手伝わされるようになった。八歳の頃、母が梅毒に冒された。十歳の頃、旅籠が火事になり母親を亡くす。十二歳の頃、渡世人だった泊り客の一人に誘われて一緒に旅立った。いつか堅気にさせる、江戸の鳶がいいのではと教えられ、渡世人が亡くなった時、鳶になる為に江戸へと向かった。江戸では鳶市が開催されるまでは「櫻屋」で厄介になり、荒事を多くしてきたため躰には自信がある。
鳶市で抜群の成績を残し注目の的になった。

### ゑ組
忠蔵（ちゅうぞう）
- 初登場巻：5巻『菩薩花』　※名前だけ
- 所属：ゑ組
- 二つ名：「鉄鉢（てっぱち）」

安永二年の火消番付で西の前頭十二枚目に名を連ねている。（5巻『菩薩花』の付録）

### け組
憐丞（りんじょう）
- 初登場巻：7巻『狐花火』
- 所属：け組 頭
- 年齢：24歳（7巻～）
- 生まれ年：1751年
- 二つ名：「白毫（びゃくごう）」
- 二つ名の由来：仏の眉間にある右巻きの白い毛を白毫と呼び、そこから光を放つと言われている。肌の白さと、火事場という地獄における一筋の光明という由来から。

高名な町医者の嫡男。頬の血管が透けて見えるほど肌が白い。
上総一ノ宮の生まれである高祖父が医者を志し、上方で医術を学んで晩年に江戸で町医者を開業した。代々医術を学び、憐丞の父は三十になった頃には高名な医者になっていた。大名家の藩医が意見を求めに来ることもあり、一度だけ幕府の御典医がお忍びで意見を求めに来たこともあった。だが父は己の地位を高めることに奔走しており、他の医術を見下すところが多分にあった。また祖父が積極的に取り入れた南蛮の医術を嫌がり、祖父と父の考え方は大きく違っていた。憐丞は祖父に師事しており、父の考えにも疑問を持つようになっていた。
十一歳の頃に初めて火消の活躍を目の当たりにし、「命に重いも軽いもねえ」と言い放った火消頭に心が震えた。また「火事場に医者がいれば、救えた命がもっとあったかもしれない」といった言葉で、火消になることを目指した。それ以降よく火事場の野次馬に出てきては火消に憧れ「いつか火喰鳥みたいになりたい」と言っていた。父には猛反対されたが、「お主のやり方で救えばよい」という祖父の言葉に背中を押されて家出。け組に入った。
十七歳の時に小組頭に抜擢され、二十歳の時に副頭。二十二歳の時に頭が怪我で引退し、け組の頭となった。
火消になってからも医術の勉強を欠かしておらず、漢方、蘭方かかわらず医者を訪ねて新たな医学を学んでいる。
火事場では泥臭く駆けずり回って指揮を執る。

### さ組
五助（ごすけ）
- 初登場巻：1巻『火喰鳥』※名前だけ登場
- 所属：さ組

宝暦十三年の火消番付で小結に名を連ねている。

### と組
喜八（きはち）
- 初登場巻：1巻『火喰鳥』
- 所属：と組 三番組

浅草から新庄藩に助力する為に駆けつけてきた火消の一人。(1巻『火喰鳥』)
又吉（またきち）
- 初登場巻：1巻『火喰鳥』※名前だけ登場
- 所属：と組

宝暦十三年の火消番付で小結に名を連ねている。

### な組
彦三（ひこぞう）
- 初登場巻：7巻『狐花火』※名前だけ登場
- 所属：な組
- 二つ名：「梟（ふくろう）」

番付狩りに襲われて怪我を負う。（7巻『狐花火』）
安永二三年の火消番付で東の前頭十五枚目に名を連ねている。（5巻『菩薩花』の付録）

### に組
卯之助（うのすけ）
- 初登場巻：3巻『九紋龍』
- 所属：千羽一家 頭→に組 頭→隠居
- 年齢：61歳（3巻）→62歳（6巻～）
- 生まれ年：1713年
- 二つ名：「千眼（せんがん）」
- 二つ名の由来：管轄内ならどんな小火でも見逃さないことから。

辰一の父。元に組の火消頭。白と銀の混じった髪色。
三十路になって火消を志した変わり種。類まれなる洞察力と指揮能力を買われ、五年でに組の頭を任せられるに至った。
火事場で爆ぜた木端が両眼に突き刺さり、一年ほどの間に視力のほとんどを失った。今は五寸先が見える程度。
火消になる前は千羽一家の頭「無燈」の熊蔵。星明り一つなくとも、迅速に盗みを働けるほど夜目が効いたことに由来している。また水茶屋の主人「卯之助」という表の顔も持っていた。盗まれて難儀する者へは手を出さず、殺しは勿論、女を手籠めにすることもしない盗賊だった。二十歳で初の盗みをしてから、一度もその禁を破らずに十年間盗みを成功させてきた。だがそれが気に喰わなかった補佐役の「闇猫」儀十に一家を乗っ取られ、「出雲屋」決行の直前に頭を樫の木で割られた。意識を取り戻した後向かった先で辰一を見つけて、せめてもの償いにと育てる決意をした。その後千羽一家が火付けを用いた手口をしていると気付き、暴走を止める為に火消となった。（3巻『九紋龍』）
辰一（たついち）
- 初登場巻：3巻『九紋龍』　※2巻『夜哭烏』で名前だけ登場
- 所属：に組 頭
- 年齢：18歳（零巻）→35歳（3巻～）→36歳（6巻～）
- 生まれ年：1739年
- 身長：六尺三寸（約189cm）
- 二つ名：「空龍（くうりゅう）」→「九紋龍（くもんりゅう）」　※他に「一人火消」「水龍」「今金時（いまきんとき）」などの異名がある
- 二つ名の由来：管轄内ならどんな小火でも見逃さないことから。
- 性格：無口で何を考えているのかわかりづらい。卯之助や段吉の頼みを断れないなど、案外義理堅い面がある。幼い頃は一人で厠に立てぬほど臆病だった。

最強の町火消。二十歳頃に頭になる。寅次郎を持ち上げるほどの腕力を誇る偉丈夫、忍びのような身のこなしで跳躍力もある。正に怪人。よくみると瞳は可愛らしくて円ら。下帯だけで、臙脂の長半纏を裸体の上に直接着ている。
元は呉服屋「出雲家」の三男。本名は「藤吉」。父は身丈六尺二寸、母は五尺八寸で、その血を見事受け継いでいる。
千羽一家襲撃事件からの生き残り。卯之助に引き取られ、実子として育てられる。卯之助の過去を知っているが知らぬ存ぜぬを通しており、自分が認める唯一の火消だと言い大切にしている。
家族が何故殺されたのか、その真相を探る為に奉行所に泣き落としをしたり、こつこつ貯めた小銭を鼻薬として情報を得た。火消として活躍する卯之助に憧れ、また火付けを必ず行う千羽一家を追うのにも、火消が最も捕捉しやすい職だと見定めて卯之助に教えを請うた。
躰には九頭の龍の刺青が彫られているが、右腕の一頭だけ、筋彫りで残されている。八頭は亡くした家族で、一頭は行方知れずの弟のこと。
復讐と弟を捜す為だけに火消となった為、人々や配下から慕われ頼られるのが心苦しかった。また弟一人守れなかった後悔から「せめて俺の周りだけは守る」と心に決めた。故に自分の縄張りで起きた火事は、いかなる手段を用いてでも消し止める信念を持っている。一方でもし邪魔立てする者がいたら、殺しかねない凶暴さを持つ。
明和六年(1769)、刀を持って暴れる火付けの下手人を捕まえたが、火を付けた理由を訊くと「暇つぶし」と言って嗤った為に、激怒して壁に頭を打ち付けて殺してしまった。江戸払いとなるが、明和の大火の恩赦により江戸に戻る。
宗助曰く、年に一度訪れるか訪れないかの弱点があるらしい。猪口一杯で倒れるくらい酒に弱い。酒に慣れるべく、家でこっそり酒を呑んでるらしい。知っているのは卯之助、宗兵衛、連次だけ。
宗兵衛（そうべえ）
- 初登場巻：1巻『火喰鳥』
- 所属：に組
- 年齢：明和九年（1772）没
- 二つ名：「不退（ふたい）」

如何なる猛火にも退かないことで名を馳せた熱血漢。大組頭の一人で源吾とも面識がある。
頭の辰一を長年支え、に組の中で唯一辰一に意見を言った。辰一の為にならないことは、いくら殴られようが言い分を貫き、辰一からも一目置かれていた。
火付けを行った浪人を追うと揉み合いとなり、相手が抜刀。今も残る傷を左腕に負った。
宗助（そうすけ）
- 初登場巻：1巻『火喰鳥』
- 所属：に組 二十三番小組頭→に組 副頭
- 年齢：18,9歳（1巻）
- 二つ名：「不退（ふたい）」

宗兵衛の息子。顔がよく似ている。
「明和の大火」の折、馬喰町に無断で立ち入った源吾達を追い出そうとしたが、源吾達を認めて下手人を追い詰める手助けをした。
辰一を心から尊敬し信じている。
火付けを行った浪人を追うと揉み合いとなり、相手が抜刀。今も残る傷を左腕に負った。その浪人は辰一が捕まえて、殺してしまった為に辰一は江戸払いとなった。
辰一の扱い方を心得ており、に組の潤滑油として上手く立ち回っている。源吾曰く、龍と狼をて手懐けた悪徳火消。
慶司（けいじ）
- 初登場巻：7巻『狐花火』
- 所属：番付狩り→に組
- 年齢：22歳（7巻～）
- 生まれ年：1753年
- 身長：五尺七寸(172cm)
- 二つ名：「青狼（せいろう）」

父は金五郎。
眼がやや吊り上がっており、眉もくいと斜めに向いている。太く通った鼻筋。水も弾きそうな締まった頬。野性味がある顔。
十六歳頃から賭場に出入するようになった。十七歳で母を亡くす。十八歳の時、母が亡くなったことを告げに金五郎の元を訪ね、その後博打と喧嘩のせいで江戸から出て行った。
男の矜持で行動しており、相手も男かどうかを常に見極めている。
”男”ばかり言っているので単純で馬鹿だと思われがちだが、慎太郎に冷静なツッコミを返したり、闇雲に突っ込むのではなく作戦を考えてから行動したりなど、意外と頭も回る。
父親である金五郎の事を火消に馬鹿にされたことが許せず、火消がどれだけ”男”かを見極める為に番付狩りを始めた。また金五郎の仇が生きており、火消らしいことを知って、番付狩りをしたら仇を見つけられるかもしれないという思惑もあった。（7巻『狐花火』）
甚助（じんすけ）
- 初登場巻：1巻『火喰鳥』
- 所属：に組 纏師
- 年齢：24歳（1巻）→25歳（2巻～）→26歳（6巻～）
- 二つ名：「花纏（はなまとい）」
- 二つ名の由来：折り紙で作られた色とりどりの花が飾られた纏を持つことから。

彦弥とお夏の幼馴染。孤児で、幼少期同じ寺で育つ。
宝暦十三年、当時十七歳で火消となる。

### め組
銀治（ぎんじ）
- 初登場巻：1巻『火喰鳥』
- 所属：め組 頭
- 年齢：26歳（7巻～）
- 生まれ年：1749年
- 身長：五尺四寸（約162cm）
- 二つ名：「銀蛍（ぎんぼたる）」
- 二つ名の由来：毎日欠かすことなく、腰に提灯を付け、拍子木を打って夜回りをする。「銀治は季節外れの蛍みたいだ」と言われたことから。

やや垂れ目で温厚そうな顔つき。
手堅い指揮を執り、防火意識も極めて高い。鳶になってから夜回りを欠かしたことがない。
茂三（しげぞう）
- 初登場巻：幕間『恋大蛇』
- 所属：め組 組頭
- 年齢：24歳（幕間）

藍助の組の組頭。
藍助（あいすけ）
- 初登場巻：7巻『狐花火』
- 所属：め組
- 年齢：15歳（7巻～）
- 生まれ年：1760年

本郷丸山町の長屋に住んでいた。父は象牙挽物の職人。腕は良いが己の納得のゆくもの以外は打ち捨てる職人気質で、暮らしは豊かではなかった。
火消になる為に鳶市に参加するが、小さい体格で運動神経も優れておらず、どれも成績が最下位だった。め組の頭銀治が、自分に似ているという理由で採用となった。鳶になってからは、教練以外にも自主的に練習に励んだり、町を見廻りしたりなど努力を怠らない。
地図を読むのが苦手で、道にも迷いやすい。
炎の流れを完全に読み取ることが出来る特技を持つ。

### も組
時太（ときた）
- 初登場巻：幕間『恋大蛇』
- 所属：も組 副頭

も組の副頭。

### よ組
秋仁（しゅうじん）
- 初登場巻：5巻『菩薩花』
- 所属：よ組 十番組頭（零巻）→よ組 頭（5巻）
- 年齢：32歳（5巻）→33歳（6巻～）
- 生まれ年：1742年
- 身長：五尺五寸（約165cm）
- 二つ名：「稚蝗（ちこう）」→「蝗（いなご）」
- 二つ名の由来：火元に大挙して現れることから。
- 性格：源吾曰く、案外涙脆い。

房州の産。五歳の頃母親に連れられて江戸に出てきた。数日は行動を共にしたが、母親は秋仁を置き去りにして戻らなかった。そこから物乞いをしながら生き抜いて、同年代の孤児達に手を差し伸べてゆくうち、知らぬ間に多くの者から慕われるようになった。義侠心に溢れた男で、皆を堅気の職に就けようとする一方、自身は新たに頼ってくる者のために足を洗う機会を逸していた。このままではやくざ者の親分になるしかないと思っていた矢先、辰一に喧嘩で敗れた。安治たちが「あの野郎を火消でぶっ倒して下さい」と迫り、辰一の「に組」と境を接する「よ組」に志願。火消では負けないと対抗するうちに、府下最大の町火消の頭になった。
若い頃は飲む、打つ、買うの三拍子が揃った無頼漢で「素手喧嘩(すてごろ)」と呼ばれていた。
両肩が張っている。
安治→安治郎（やすじ→やすじろう）
- 初登場巻：零巻『黄金雛』　※5巻『菩薩花』に名前だけ登場
- 所属：よ組 元副頭
- 二つ名：「鈴虫（すずむし）」
- 二つ名の由来：甲高い声と、頭の秋仁が「蝗」であることから。
- 性格：源吾曰く、案外涙脆い。

八歳の頃に秋仁と出逢い、小さな握り飯を分け合って生きてきた。秋仁が暴れ回っていた時、副将のような役回りを務めていた。柄の悪さに似合わず美声で、この頃から「鈴虫」と呼ばれていた。
山下町の煮売り酒屋をやっており、秋仁たちの溜まり場だった。賭場の見張りで得た金でこの店を開き、まだ食べていけない幼い者を住み込みで雇うなど、面倒をみるようになった。堅気になった元仲間の援助もある。秋仁が一端の火消になったら、店を次の者に任せて馳せ参じようと考えていた。（零巻『黄金雛』）
明和の大火で殉職。「俺たちの、この糞ったれた町を守れ！」と言って最前線で指揮を執り続け、倒壊した家の下敷きになって絶命した。

### 本組
土門（どもん）
- 初登場巻：7巻『狐花火』
- 所属：本組
- 二つ名：「岡鰻（不明）」

鳶市中に番町で火事が発生し、勘九郎指揮の元即席部隊が作られた。選抜された「火消連合」三十名の内の一人。（7巻『狐花火』）
安永二年の火消番付で西の前頭五枚目に名を連ねている。（5巻『菩薩花』の付録）

### 万組
武蔵（たけぞう）
- 初登場巻：2巻『夜哭烏』
- 所属：万組 頭→新庄藩火消 一番組組頭・水番頭
- 年齢：13歳（零巻）→30歳（2巻～）→31歳（6巻～）
- 生まれ年：1744年
- 二つ名：「魁（さきがけ）」
- 二つ名の由来：何をおいてもすぐ駆けつけ皆の先頭に立つ「先駆け」と、燃えている家屋に向けて先に水を掛ける「先掛け」の二つの由来から。
- 性格：気が強くて情に脆い、町火消を絵に描いたような男。分け隔てなく人を見て、人をやる気にさせたり元気づけるのが上手い。

五尺七寸(171cm)。八重歯がある。顔のあちこちに小さな生傷があり、頬に十字の傷があるのが特徴的。
船に弱い。
父は下駄職人。貧乏で唯一の娯楽が火事場の野次馬だった。火消通の父親が火消について嬉しそうに話しながら教えてくれた。父親は十二歳の時に亡くなり、一人で食べていく為に万組に頼み込んで火消となった。
幼い頃から源吾に憧れ懐いており、源吾のことを「源兄(げんにい)」と呼んでいた。今もたまに昔に戻って呼んでしまうことがある。
源吾が鵜殿平左衛門に妨害され、太鼓を打てない事件が起こった。その事実を知らない武蔵は重罪である「先打ち」を行い消火にあたった。逃げ遅れた人を助ける為に燃え盛る家に突入したが、途中で昏倒してしまう。それを助けたのは源吾だったが、源吾は自分が助けたと決して言わないように頼み込みんだ。武蔵はずっと源吾のことを火事場から逃げた卑怯者と恨んでいたが、安永2年に起こった火消が脅された火付け事件の際に真実を知り、長いわだかまりが溶けた。その後万組を辞した武蔵は新庄藩に迎え入れられ、一番組頭として源吾の元で働くこととなる。(2巻『夜哭烏』)。

### 千組
小太郎（こたろう）
- 初登場巻：8巻『玉麒麟』※名前だけ登場
- 所属：千組
- 二つ名：「妙貂（不明）」

安永二年の火消番付で東の前頭十二枚目に名を連ねている。（5巻『菩薩花』の付録）
火事の下手人を追えとお達しが出た時、人は出すが新之助を見つけたら事情を訊いて、いざとなれば匿う覚悟だった。(8巻『玉麒麟』)

## その他の江戸火消
吉原火消 /組不明

### 吉原火消
矢吉（やきち）
- 初登場巻：6巻『夢胡蝶』
- 所属：吉原火消 頭
- 年齢：23歳（6巻～）
- 二つ名：「小唄（こうた）」

常陸国鷲子村(とりのこ)の産。百姓の家に生まれた。
兄弟姉妹が四人いて、末弟の矢吉と末妹が同じ妓楼に売られた。妹は十二歳の時、廓の火事で亡くなる。店が燃えるように楼主がわざと火消の初動を遅らせ、新造や禿は人数を数えもしなかったことに怒りを覚え、火消を志した。見舞い火消に向かおうとするなど、徐々にでも吉原の火事への姿勢を変えたいと願い、奮闘している。
元幇間の為、話の尺を操るのが得意。
幸助（こうすけ）
- 初登場巻：6巻『夢胡蝶』
- 所属：吉原火消
- 年齢：18歳（6巻～）

西河岸『河野屋』の所属。
彦弥に憧れている。
吉原の火付けを調査する時、源吾達の案内役を務めた。（6巻『夢胡蝶』）
大造（たいぞう）
- 初登場巻：6巻『夢胡蝶』
- 所属：吉原火消
- 年齢：31歳（6巻～）

羅生門河岸『ふもと』の所属。
枡のように四角い顔立ちで落ち着いている。
吉原の火付けを調査する時、源吾達の案内役を務めた。（6巻『夢胡蝶』）
せ組で修行中の頃、桶町の火事で屋根が抜けて落ち、脚を痛めて動けなかった所を源吾に助けてもらったことがある。
円太郎（えんたろう）
- 初登場巻：6巻『夢胡蝶』
- 所属：吉原火消
- 年齢：31歳（6巻～）

矢吉から離反した吉原火消。角町「金坂」の火事で野次馬の中に紛れており、彦右衛門の英断で消火活動に加わった。（6巻『夢胡蝶』）
利六（りろく）
- 初登場巻：6巻『夢胡蝶』
- 所属：新庄藩火消組 纏番組頭
- 年齢：18歳（6巻～）

矢吉から離反した吉原火消。角町「金坂」の火事で野次馬の中に紛れており、彦右衛門の英断で消火活動に加わった。（6巻『夢胡蝶』）

### 組不明
岩崎 平馬（いわさき へいま）
- 初登場巻：1巻『火喰鳥』　※名前だけで登場

宝暦十三年の火付け番付に載っていた。（番付は不明だがおそらく東の前頭筆頭。組は不明）（1巻『火喰鳥』）
石部 仁左衛門（いしべ じんざえもん）
- 初登場巻：1巻『火喰鳥』　※名前だけで登場

宝暦十三年の火付け番付に関脇載っていた。（1巻『火喰鳥』）

## 江戸以外の火消
淀藩稲葉家 /大阪火消

### 淀藩稲葉家
野条 弾馬（のじょう だんま）
- 初登場巻：4巻『鬼煙管』
- 所属：淀藩火消 頭取
- 年齢：31歳（4巻）→32歳（5巻～）
- 生まれ年：1743年
- 身長：五尺八寸（約175cm）
- 二つ名：「蟒蛇（うわばみ）」
- 性格：粗野な言動で豪放磊落な態度。

鼻の下、顎に無精髭がある。
元は三代続く貧乏浪人。日々飲んだくれては喧嘩ばかりの評判のごろつきだったが、宿屋「緒方屋」の店火消を経て、淀藩の火消頭に抜擢される。
父は京で職を探し、中堅貴族である精華家の一つ、花山院家が一代限りで探していた雑掌となった。商家の娘との間に生まれたのが弾馬。母は産後の肥立ちが悪く、産んで二十日余りで亡くなった。酷い酒呑みで、まともな子育てもせず、酒のため役目に粗相があることも度々あった。弾馬が二十五歳の時に亡くなる。
弾馬が十歳を過ぎる頃には、父の酒代を稼ぐ為に内職に明け暮れていた。酒を吞んでいる父は嫌いだったが、酒が切れた父は苛立って物に当たり、時には打擲するのでもっと嫌いだった。長じた後は日雇いで稼いだお金で博打に明け暮れ、二十を過ぎた頃には借金が出来ていた。お金を返す為に賭場の仕切りの手伝いをするようになる。だが弾馬は呑む、打つ、買うの三拍子揃うことはなく、酩酊する父を思い出し、お酒は一切口にしなかった。二十二歳の春、三条河原町で失火があった。宿屋「緒方屋」の主人が客を助ける為に燃え盛る宿に戻ったと知り、気付くと助け出す為に炎の中へ飛び込んで行った。後日主人から「火に怯える京の者を救って下さい」と、生まれて初めて人から頼られたことに胸が高鳴り、店火消を引き受けることになった。半年経った頃には凄い火消がいると評判になり、一年後には店火消の頭になり、評判と信頼は高まっていった。「俺がいる限り、誰も死なせへん」本気でそう思い、事実助ける人も配下も誰も亡くすことはなかったが、卓屋町(しゃくやちょう)で起こった火事で、初めて目の前にいた娘を助けることが出来なかった。その火事をきっかけに、弾馬はいつ死んでもよいなどと考えていた自分を深く恥じ、初めて炎を憎悪するようになった。「二度と誰も死なせへん」そう誓って火消を続ける道を選んだが、いざ火事場に到着すると、あの娘の悲痛な顔が脳裏に過って躰が竦むようになった。初めは誤魔化していたが、遂には半鐘の音だけで躰が強張るようになり、夜も眠れないようになる。心配した佐平治に寝酒をしたらどうかと提案されて初めて酒を呑んだ。すると朝まで眠れるようになり、火事場に立っても酒を呑むと、動悸や眩暈が収まり、心が静まる。それから弾馬は酒を持ち歩き、昼間からも呑むようになっていった。
二十九歳の春、淀藩から招聘の文が来たが話に乗るつもりはなかった。弾馬が掛け茶屋で飲んだくれているところ、突然稲葉正弘が隣に座り、淀藩の火消頭取に誘われた。堅苦しいこと、決まった時間のお勤め、酒の自由がないのは無理で、喧嘩をしてしまうかもしれないと言うと、正弘は全て承諾し、「そのかわり当家の火消を頼む。貧しいが、京を、帝を、そこに生きる者を守っている。その矜持を支えに当家を立て直したい」と告げた。その正弘の心に触れ、火消頭取を受けることを承諾した。当初は厚遇を受けることで淀藩に煙たがられていたが、出世欲の欠片もなく、無邪気に殿に懐いているだけだとわかり、家中でも認められるようになった。また火消を見事再構築させ、常火消四家の中でも最も民に頼られるまでになった。
花村 祐（はなむら たすく）
- 初登場巻：9巻『双風神』
- 所属：淀藩火消 頭取並
- 年齢：25歳（9巻～）
- 身長：五尺九寸（約178cm）
- 二つ名：「花陣（かじん）」
- 二つ名の由来：通常の火消よりも遥かに広い範囲を指揮することが出来て、火事に追われた京雀が「花村様の陣に入ったからもう一安心」と言ったことから。

越後の産。淀藩越後領、野間奉行配下、牧士の次男。
奥二重の優し気な目元と対称的に、眉は弧を描き凛としている。顔の中央を真っすぐに通る鼻梁、やや桃色掛かった唇の美男。肌は白い。
冷静沈着で、弾馬に徹底的に鍛え上げられた、弾馬のいい補佐役。酒にも強く、弾馬に付き合っても酒で倒れることはない
牧士として育ったことから馬の扱いに非常に長けており、祐が育てた馬は炎を怖がらずに火事場を駆け抜けることが出来る。
某（なにがし）
- 初登場巻：4巻『鬼煙管』
- 所属：淀藩火消 組頭

元下総国代官所の下役人の三男。
源吾が火車を追う時に配下を率いて付いてきた一人。源吾に弾馬が火消頭になった経緯について説明した。(4巻『鬼煙管』)

### 大阪火消

#### 雨組
流丈（りゅうじょう）
- 初登場巻：9巻『双風神』
- 所属：大阪火消 雨組
- 年齢：27,8歳（9巻）
- 二つ名：「雨の流丈（あめのりゅうじょう）」

端の切れ上がった一重瞼。黒々とした艶っぽい髪。
口調は柔らかで気品がある。
九条村にある小さな寺(浄土真宗)の跡取り息子。母は流丈を産んで間もなく死亡。父が男手一つで育ててくれた。寺の跡を継ぐ為、読み書きを習い、古今の仏典を読み漁っていた。十五の時に寺が火付けにあい、父が寺男を救って亡くなる。檀家であった雨組の頭に誘われ火消となり、二十五の時に頭を継いだ。
「俗世でも人を救うことが出来る」が口癖。手に職がなく困っている者を積極手に鳶に採っている。
円次郎（えんじろう）
- 初登場巻：9巻『双風神』
- 所属：大阪火消 雨組
- 年齢：24,5歳（9巻）

鳶になって半年。元は奈良で寺男をしていた。住職は仏門にありながら無類の酒好きで身を持ち崩し、円次郎は放逐された。幼い頃に口減らしの為寺に預けられたので手に職もなく、大阪で働き口を探している時に頭に誘われた。

#### 井組
印六（いんろく）
- 初登場巻：9巻『双風神』
- 所属：大阪火消 井組
- 身長：六尺二寸（約186cm）・四十五貫（170kg）
- 二つ名：「大井楼（おおせいろう）」

現役の腕のいい大工。

#### 波組
釣左（ちょうざ）
- 初登場巻：9巻『双風神』
- 所属：大阪火消 波組
- 二つ名：「波濤の釣左（はとうのちょうざ）」
- 火消羽織の裏地：妖のようなおどろおどろしい亀。

元舟衆。
褐色の肌に墨染の鉢巻き。

#### 滝組
律也（りつや）
- 初登場巻：9巻『双風神』
- 所属：大阪火消 滝組
- 年齢：22歳（9巻）
- 二つ名：「百滝（ひゃくたき）」

太く凛々しい眉に、眠たげにも見える二重。頬骨がやや張っている。男前。
「椿屋」の屋号を掲げている損料屋。律也が十六歳で継いでから一気に商いを広げ、天下の三大富商である白木屋、越後屋、大丸からこぞって傘下にと申し出があったが全てを撥ね退けて独立独歩で大繁盛している。三年前、滝組が壊滅するほどの被害を出した時、町の長老が「火難からの安全を貸してください」と頼み、律也が十九歳で自ら滝組の頭に就任した。

#### 川組
埴淵 朱江（はにぶち しゅこう）
- 初登場巻：9巻『双風神』
- 所属：大阪火消 川組
- 年齢：50歳過ぎ（9巻）
- 二つ名：「泡沫（うたかた）」
- 二つ名の由来：朱江が考案した川組が使う、水よりもよく消える泡立つ水から。
- 性格：
- 癖：髭をなぞって弾く。

讃岐国徳島の産。現役の医者。元鰄党。
無造作に纏めた総髪。紙縒りの如き眉の下に細い目。鼻の下には鯰のような髭。手まですっぽりと隠れるほど袖が長い、灰色の単衣を来ている。鼠を彷彿とさせる相貌。
船酔いの武蔵に薬を渡してくれた。
若い頃から医の道を志し、全国の著名な漢方医の元を巡って修行に明け暮れた。四十五歳の頃、修行も終盤に差し掛かり故郷で医者をしようとしていた時に夜盗に襲われる。その時命を助けてくれた男と一緒に旅をしてすっかり打ち解けた頃、鰄党の八番組頭だと打ち明けられた。人を殺さず盗みを行ってきて稼ぎが少ない。このままだと最下位の組になる為殺されるという組頭に手を貸した。漢方を使い、決行日に全員を深く眠らせることで大物の盗みを成功させた。八番組は最下位を脱したが、組頭は殺され、朱江は故郷の家族を殺すと脅され、八番組頭となった。だが一年半後、鰄党で仲間割れが起こって壊滅。十人の小頭も半数は手下に解散を命じ、残る半数は独立した盗賊団になった。朱江は出頭し、若い旗本が意見書を提出したことから死罪ではなく、五年間八丈島へ島流しとなった。その間に父母は極悪人を出したとして肩身の生活を強いられ亡くなっていた。墓に詣でることも許されず、追われるように乗った船に病人がいた。手当をして癒えた男は大阪の呉服問屋の主人で大層感謝され、家や当面のことは面倒を見るから医者になるといいと申し出てくれた。朱江は過去のことを全て話し、今も稼ぎの中から盗みを働いた商家へ金を返している。火消も初めは、少しでも町の人の力になればと始め、いつの間にか頭に推されるまでになった。

## 親族関連

### 新庄藩
深雪（みゆき）
- 初登場巻：1巻『火喰鳥』
- 年齢：9歳（零巻）→23歳-25歳（1巻）→26歳（2巻～）→27歳（6巻～）
- 生まれ年：1748年
- 性格：しっかり者で倹約家。源吾曰く、人を惹きつけ、変えていく不思議な魅力がある。

源吾の妻。昔は縁談が絶えず、今も源吾には勿体ないと言われるほどの器量よし。
算勘に秀でており、勘定小町と呼ばれている。
隠れ鬼をしていた時に火事が発生し、逃げ遅れたところを源吾が救出してくれた。それ以来ずっと源吾を慕っていた。
先見の明があり、国の動きや世情についても詳しい。老中田沼意次の事を、開府以来の英傑と慕っている。
非常に倹約家で、家で料理を振る舞う際は源吾の部下からも金を徴収する。公の用で使用している場合源吾もその対象で、食事と番茶に金を支払っている。だがそれもただ銭に煩いというわけではなく、「慣れは人の関わりを崩します。長く付き合いたいと思う方にこそ、けじめを以て接しねばなりません」という深雪の考えが根底にある。またお金を頂く以上はそれに見合ったものを提供して当然だと考えており、深雪の料理は非常に美味しい。
某（なにがし）
- 初登場巻：ー

源吾の母。家中の下士の一人娘。
どんな音でも三味線でいうところのチントンシャンをすぐに言い当てるという特技を持っていた。
もともと病弱で、源吾を産んですぐに躰を壊した。
鳥越 秋代（とりごえ あきよ）
- 初登場巻：1巻『火喰鳥』
- 年齢：40歳（1巻）→41歳（5巻～）

新之助の母。黒羽藩大関家一万八千石の火消頭、岸三太夫の次女。
目元が涼しい美人。年齢よりも十歳は若く見える。
器量が良く、多くの火消の憧れの的で縁談が絶えなかったが、家禄が上の者の縁談も全て断っていた。
某（なにがし）
- 初登場巻：1巻『火喰鳥』※名前だけ登場

新之助の叔母。国元新庄にいる。
岩治（がんじ）
- 初登場巻：4巻『鬼煙管』※名前だけ登場

武蔵の父。下駄職人。
小石川の武家に下駄を納めに行く予定だったが、駒込の富士神社で岩治が侍を刺殺。獲物は侍が持っていた脇差。小伝馬町の牢獄に繋がれることなく、翌日には斬首に処された。錯乱して凶行におよび、正気を保っておらぬため取り調べは無用とし、奉行所は即座に処断した。
彦右衛門（ひこえもん）
- 初登場巻：1巻『火喰鳥』※名前だけ登場
- 所属：山城座 座長

彦弥の父。
孤児だった彦弥を寺から預かって育て上げた。血の繋がりは無いが、実の親子のような間柄。
某（なにがし）
- 初登場巻：1巻『火喰鳥』※名前だけ登場

信太の妹。信太が国元の越前より呼び寄せた。
駿河で商いをする米屋の若旦那と、江戸に商用で来ている時に知り合って縁談が決まった。だが兄の事が心配で、すぐに駿河へ嫁ぎに行かず江戸に留まっていた。

### 松平家
月本 右膳（つきもと うぜん）
- 初登場巻：1巻『火喰鳥』
- 所属：勘定方の長
- 年齢：50手前（1巻）

深雪の父。
財政を一手に握る用人に次ぐ重臣。権高なところは微塵もなく、実直で物腰が柔らかい。
大病を煩い、自分が亡くなる前にと様々な縁談を深雪に勧めたが断られ、深雪には既に心が決めていた人がいると知る。家の存続よりも娘の幸せを思い、思い人である源吾を婿養子に誘う。叶える為に出来る限りの様々な手を打つ、知恵者でもあり謀略家。
形原 十内（かたはら じゅうない）
- 初登場巻：1巻『火喰鳥』※名前だけ登場
- 所属：用人

松平家で最も権勢を振るう用人。
財政を担っている月本右膳は煩わしい存在で、甥の鵜殿平左衛門を月本家の養子にしたいと目論んでいる節があった。

### 渋川家
加持 孫一（かじ まごいち）
- 初登場巻：1巻『火喰鳥』
- 所属：天文方・元松平家火消の風読み

星十郎の父。元々の名は「渋川孫一」。渋川 敬尹の庶長子。門弟として渋川家で養育された。
机上の学問だけでは誰も救えぬと家を飛び出し、御徒士の株を買って武士になり、己の学問を民に役立てることのみに力を注いだ。風を読む力を最も生かせるのは火消ではないかと考え、新庄藩火消の募集に名乗り出て、源吾に登用される。
山路から民を飢饉の苦しみから解放する為に力を貸して欲しいと頼まれ、上洛することを決めた。火消を辞して、子である星十郎に家督を譲る。だが上洛の途中で、近江守山宿の火事に巻き込まれる。炎に消えていく姿を山路が見たのが最後となった。
「状況を口に出すことで、対策が自ずと見えて来る。」が持論で、火事にあたる時はどんな状況でも、現在の事実を述べていた。今も風読みである星十郎が引き継いで、必ず口上を述べている。
四角顔で二重の円らな目。少し汚れた木綿の袷を着ている。「この歳でも火消になれるかね」と聞き、源吾が「真面目に答えたら難しいが、薹が立ってから火消になって一流になった者もいる」と答えた。(0巻『黄金雛』)
渋川 春海（しぶかわ しゅんかい）
- 初登場巻：1巻『火喰鳥』※名前だけ登場
- 所属：初代天文方

渋川家の祖。
元土御門家の門徒だが、土御門家の暦は大きく狂っていた為、幕府が暦の編纂権を奪う為に引き抜かれた。暦編纂に当たり、中国の暦は日本にはそぐわないとし、観測を重ねて大和暦を作り出し、後にこれが採用され貞享暦として普及した。
渋川 敬尹（しぶかわ ひろただ）
- 初登場巻：1巻『火喰鳥』※名前だけ登場
- 所属：三代目天文方

加持孫一（渋川孫一）の父。南蛮人の女性との間に生まれたのが孫一。星十郎は南蛮人の祖母の血を引いている。
孫一が十二歳の時に、三十歳で亡くなる。
渋川 則休（しぶかわ のりよし）
- 初登場巻：1巻『火喰鳥』※名前だけ登場
- 所属：六代目天文方

渋川 敬尹の嫡子。春海の甥。
土御門泰邦から京に呼び寄せられ、数月に亘って暦の大論争を繰り広げた。敵地で神経を衰弱させ、日に日に弱り、三十四歳という若さで亡くなった。
渋川 光洪（しぶかわ みつひろ）
- 初登場巻：1巻『火喰鳥』※名前だけ登場
- 所属：七代目天文方

渋川 敬尹の次子。春海の甥。則休の弟。
兄の後を継いだが、天文の知識が未熟だったこともあり、土御門家に屈服。暦の作成権を奪われる。明和八年に他界。

### 加賀藩
凛久（りく）
- 初登場巻：0巻『黄金雛』

大音謙八が十八歳の時に生まれた長女。
詠兵馬の母。十八歳で詠家に嫁ぎ、間もなく兵馬を産んだ。
武家の子女らしくない。誰とでも隔てなく付き合い、誰からも好かれる。
琳（りん）
- 初登場巻：0巻『黄金雛』
- 年齢：11歳（2巻）→12歳（5巻）
- 生まれ年：1763年
- 性格：丁寧な言葉遣いで高飛車な性格。

大音勘九郎の息女。母はいないが、家人が甲斐甲斐しく世話を焼いて育った。
父勘九郎の事を誰よりも誇りに思っており、いつも「いつか私も火消になる」と言っている。新庄藩を好敵手だと思っており、新庄藩推しのお七とは何かにつけて張り合っている。だが源吾の妻である深雪の事は慕っており、時々源吾の家に遊びに行っている。
お七と深雪の家から帰る途中、福助と出会う。福助が追われていることに気付き、お七と一緒に知恵を寄せ合って追ってを撒く。番士を相手でも怯まない度胸の持ち主。(5巻『菩薩花』)

### 仁正寺藩
日野 伝兵衛（ひの でんべえ）
- 初登場巻：5巻『菩薩花』
- 役職：家老

番付入りしないと、仁正寺藩市火消組の人員と費えを減らすと与一に告げる。（5巻『菩薩花』）

### 本荘藩
六郷 政林（ろくごう まさしげ）
- 初登場巻：6巻『夢胡蝶』
- 身分：藩主

豊郷に心の底から惚れていた。豊郷を身請けするも、心が離れていると気付き、豊郷を守る為に家老の後添えとした。
狩野 作次郎（かのう さくじろう）
- 初登場巻：6巻『夢胡蝶』
- 役職：江戸家老
- 年齢：50絡み（6巻）

鮎川転を訪ねた時に対応した家老。戸沢家に恩義を感じており、転の生い立ちについて源吾たちへ話した。（6巻『夢胡蝶』）
転の事を案じており、島流しとなった後も金子や米を送るなど、出来る範囲で援助をしている。（幕間『恋大蛇』）
豊郷（とよさと）
- 初登場巻：6巻『夢胡蝶』

転の母。元は遊女で、二十六歳の時に六郷政林に身請けされた。
側室となったが小姓頭と通じて子を授かり、その子どもが転。政林の好意で国家老瀧沢の後添えとなる。転が鮎川家に入って間もなく亡くなる。

### 柊家
菊（きく）
- 初登場巻：幕間『恋大蛇』
- 年齢：18歳（幕間）

柊家の長女。与一の妹。
長年母の代わりをしており、家事も家計のやりくりも上手い。
縁談も多くあるが、菊は弟や妹が一人前になるまではと断っている。
彩（あや）
- 初登場巻：幕間『恋大蛇』
- 年齢：15歳（幕間）

柊家の次女。与一の妹。
陽気で勝気な面があるはねっ返り娘。兄弟の中で一番与一に似ている。
縁談はあったが、相手が気に入らずに断っている。
火消が好きで、今は慶司がお気に入り。
晴（はる）
- 初登場巻：幕間『恋大蛇』※4巻『鬼煙管』に名前だけ登場
- 年齢：10歳（4巻）→11歳（幕間）

柊家の三女。与一の妹。
人見知り。
東次郎（とうじろう）
- 初登場巻：幕間『恋大蛇』
- 年齢：20歳（幕間）

柊家の次男。与一の弟。
目元は涼やかで肌が白い母親似。
兄弟の中でも大人しく、与一よりも長兄らしい。
学問に優れており、幼い頃から藩の中でもその秀才ぶりは有名。十八歳の頃、藩の納戸方に取り立てられた。
岐三太（きさんた）
- 初登場巻：幕間『恋大蛇』
- 年齢：13歳（幕間）

柊家の三男。与一の弟。
食べ盛りで丸々とした体形。与一は祖父古仙に似た巨躯になるのではと予想している。

### い組
千（せん）
- 初登場巻：7巻『狐花火』※名前だけ登場
- 年齢：28歳（7巻）

漣次の妻。漣次の6つ年下。
火消の中でも仲睦まじい夫婦として知られている。
菊太郎（きくたろう）
- 初登場巻：7巻『狐花火』※名前だけ登場
- 年齢：5歳（7巻）

漣次とお千の息子。

### に組
香（こう）
- 初登場巻：3巻『九紋龍』※名前だけ登場
- 年齢：18歳（3巻～）→19歳（6巻～）

辰一の妻。

### 幕府関連
彩（あや）
- 初登場巻：5巻『菩薩花』
- 年齢：48歳（5巻）→49歳（6巻～）
- 性格：天真爛漫。

田沼意次の正室。伊丹直賢(いたみなおたか)の娘。
田沼が老中になっても身支度を自ら整えている。
新庄藩を応援している。
波津（はつ）
- 初登場巻：4巻『鬼煙管』

平蔵の妻。実の姪。
子が出来ない悔しさと、長谷川家を紡ぐ責任、自らの病の重さから、恨み節が多く、銕三郎にも厳しくあたっていた。

### 一橋家
在子（ありこ）
- 初登場巻：7巻『狐花火』※名前だけ登場

一橋治済の正室。
政略結婚で、明和四年(1767年)に京から嫁いできた。
豊千代（とよちよ）
- 初登場巻：7巻『狐花火』※名前だけ登場

一橋治済の子。治済が将軍にしようとしている。

## 幕府・藩関連

### 新庄藩
戸沢 盛安（とざわ もりやす）
- 初登場巻：1巻『火喰鳥』※名前だけ登場

源吾と田沼意次の会話で登場。奥州の覇者を目指した伊達政宗に対し、小身ながら幾度も立ちはだかり、夜叉九郎（やしゃうろう）の異名を取った。
戸沢 正諶（とざわ まさのぶ）
- 初登場巻：1巻『火喰鳥』
- 身分：第五代藩主

智徳院様と呼ばれ、決して諦めず、誰よりも民を想う人として伝わっている。
領民に飢饉から立ち直る希望を持たせる為、新祭を始めた。
本荘の毬を江戸で流行らせるきっかけを作った。(6巻『夢胡蝶』)
心涼院（しんりょういん）
- 初登場巻：3巻『九紋龍』※名前だけ登場

正産と正良の母。虚弱体質。
戸沢 考次郎 正産（とざわ こうじろう まさただ）
- 初登場巻：1巻『火喰鳥』
- 身分：第六代藩主
- 年齢：13歳-15歳（1巻）→16歳（2巻～）→17歳（6巻～）

八歳で家督を継いだ。
月に一度は発熱する程身体が弱く病気がちで気弱な性格。
戸沢 正良（とざわ まさすけ）
- 初登場巻：3巻『九紋龍』※名前だけ登場

正産の弟。母に似て虚弱体質。
戸沢 正親（とざわ まさちか）
- 初登場巻：3巻『九紋龍』
- 身分：御連枝（ごれんし）
- 年齢：17歳（3巻～）→18歳（6巻～）
- 生まれ年：1757年

父は、三代藩主正庸の七男。母は貧しい農村の出である妾。現当主正産の従妹。
幼名「亀松」。領民からは親しまれて「亀様」と呼ばれている。
才気煥発。火事場見廻に対して、鳶丸をさして「鳥越新之助」だと言い張る度胸とユーモアもある。
六右衛門が病となり、その代打として政務に就くよう幕府から命が下った。
本来は正室が育てるところ、母は自らの手で育てると言い張り、父の寵愛が深いこともあり認められた。母は下賤の者と正室から激しい虐めにあうが、誰を恨むことなく優しかった。正親に「領民を蔑ろにしてはならない。新庄の領民を守るのが武家の役目」と語り、正親はその母の想いを守り、城を抜け出しては村々を見ては触れ合い、民に寄り添ってきた。度々城を抜け出すことを重臣達に諫めらるが改善の兆しはない。
北条 六右衛門（ほうじょう ろくえもん）
- 初登場巻：1巻『火喰鳥』
- 役職：江戸筆頭家老
- 年齢：50歳-52歳（1巻）→53歳（2巻～）→54歳（6巻～）
- 生まれ年：1721年

江戸家老の一人。正産が若年のため、執政となり倹約を中心とした藩政改革を推し進める。新庄藩始まって以来の辣腕。羽州は冷害の影響を受けやすい領地の為、養蚕や籠細工などに力を入れて財政の立て直しを図った。
鳥越蔵之介、眞鍋幸三とは同年の同門。
妾の子で、元々都築家の養子に出されていたのが、世継ぎが夭折し北条家に戻された。
北条家に入る前は「都築喜之助」と名乗っており、蚊も殺せない性格で「仏の喜之助」と呼ばれていた。
児玉 金兵衛（こだま きんべえ）
- 初登場巻：2巻『夜哭烏』
- 役職：次席家老

頭は堅いが、情に弱く涙脆い。
声の調節が下手で、新庄藩火消不在を咎めにきた火事場見廻りの前で「儂が鳥越ということに…」とすぐ露見する大きさの声で”囁いた”。(3巻『九紋龍』)
折下 左門（おりした さもん）
- 役職：御城使
- 年齢：31歳-33歳（1巻）→34歳（2巻～）→35歳（6巻）
- 生まれ年：1740年
- 性格：普段は慎重だが、必要とあれば果敢に決断する胆力もある。いかなる時も礼儀を重んじ、時間も必ず守る。

源吾の腕に惚れ込んで、火消組を立て直す為に火消頭に推挙した。誘ったのは自分だからと、源吾の無茶にも付き合い、時には命をも掛ける男気の持ち主。藩の財政が厳しく火消の費えを減じるとなった時、源吾は家禄を返上しようとした。結果一年の間半知となったが、全てにおいて一蓮托生だと言い張る左門は、当家の拝領も五十石とした。（4巻『鬼煙管』）
次期家老との呼び声も高い。
生真面目でいかなる場合も遅参をしない。評定では半刻前には席に着くので、「折下半刻」のあだ名で呼ばれている。
深永 瀬兵衛（ふかなが せひょうえ）
- 初登場巻：3巻『九紋龍』※名前だけ登場
- 役職：御城使

御家老が行うはずだった商人と交渉役代理として、源吾が名前を挙げた。
川部 酒之丞（かわべ さかのじょう）
- 初登場巻：3巻『九紋龍』※名前だけ登場
- 役職：用人

弁舌爽やか。御家老が行うはずだった商人と交渉役代理として、源吾が名前を挙げた。
肥塚 幸太郎（こえづか こうたろう）
- 初登場巻：5巻『菩薩花』
- 役職：小納戸役

左門にお琳、お七、福助が帰ったことを伝える為に、仁正寺藩に駆け込んできた若侍。
安島 直円（あじま ちょくえん）
- 初登場巻：6巻『夢胡蝶』※名前だけ登場
- 身分：御勘定預→御金元方兼帯

六右衛門が算術の腕を買って御勘定預に抜擢した。さらに江戸に出して算術を学ばせ、今では吟味役並びに御金元方兼帯を務めている。
江戸で学んだ時の師は山路連貝軒。
安島 弥助（あじま やすけ）
- 初登場巻：6巻『夢胡蝶』
- 所属：天文方

星十郎の配下。
安島弥惣次直茂(やそうじなおしげ)の次男、直円の甥。
八兵衛（はちべえ）
- 初登場巻：7巻『狐花火』
- 役職：門番

門限が過ぎても、徳利のお土産で扉を開けて、彦弥をよく入れてあげているらしい。

### 淀藩稲葉家
稲葉 正益（いなば まさよし）
- 初登場巻：幕間『恋大蛇』※名前だけ登場
- 身分：淀藩五代藩主

文中で登場。
稲葉 正弘（いなば まさひろ）
- 初登場巻：4巻『鬼煙管』
- 身分：稲葉家宗家十代当主・淀藩六代藩主

子どもの頃より病弱。当主になると淀藩の改革に着手し、真っ先に淀藩火消の再編を行った。
弾馬を淀藩火消頭に誘った。
稲葉 正諶（いなば まさのぶ）
- 初登場巻：幕間『恋大蛇』※名前だけ登場
- 身分：淀藩七代藩主

稲葉正弘の弟。現当主。

### 幕府
山路 弥左衛門 主住（やまじ やざえもん ぬしずみ）
- 初登場巻：1巻『火喰鳥』
- 役職：天文方
- 年齢：53歳（零巻～）→67歳-69歳（1巻）→70歳（2巻～）→71歳（6巻～）→71歳 安永3年(1774)没
- 生まれ年：1704年

土御門家に暦の編纂権利を奪われて九年後、幕府天文方に任命される。
再び暦編纂権を奪回しようと孫一の協力を仰ぐ。だが孫一は京へ向かう途中で火事に遭遇し、逃げ遅れた人達を助けて亡くなる。土御門家との戦いにも完敗した。
関流の和算の大家。
痩せ顔で長い眉。質の良い羽織袴で、暦とした武士の威厳が滲み出ている。日記を付けていて、尾張藩火消が全滅した事件で、赤曜に止めを刺した商家を覚えていた。（0巻『黄金雛』）
田沼 意次（たぬま おきつぐ）
- 初登場巻：1巻『火喰鳥』
- 役職：御側御用取次（零巻）→老中（1巻）
- 年齢：52歳-54歳（1巻）→55歳（3巻～）→56歳（6巻～）
- 生まれ年：1719年
- 嗜好：蛇が怖い。芹が食べられない。

丸顔、唇が少し厚い。
元紀州藩の足軽の血筋。開府以来、初めて側用人から老中にまで上り詰めた。
悪童、精悍、老練、それぞれの時代をいっぺんに詰め込んだ、男そのもののような人物。
田沼意次の家臣山本又兵衛という偽名を昔から用いてる。
賄賂さえ渡せばどんな者にも会うという噂があるが、言葉通りなわけではない。多額の賄賂を受け取って口利きはするが、人の行いに悖る依頼は全て撥ねつけている。また受け取った金銭も、老中になった時に民の為に使う為、貯め込んでいるところから取っている。
田沼 意知（たぬま おきとも）
- 初登場巻：2巻『夜哭烏』※名前だけ登場
- 役職：従五位下 大和守
- 年齢：19歳（2巻～）→20歳（6巻～）

田沼意次の嫡男。
一橋でさえも舌を巻く傑物。世子のまま若年寄にするという案まで持ち上がっている。
松平 武元（まつだいら たけちか）
- 初登場巻：零巻『黄金雛』※名前だけ登場
- 役職：老中

松平武元の派閥に田沼意次がいた。
酒井 忠寄（さかい ただより）
- 初登場巻：11巻『襲大鳳』※名前だけ登場
- 役職：老中

同じ老中職にあった松平武元と激しい政争を繰り広げていた。だが政争に敗れ、1766年に世を去った。
酒井家は生き残りを第一に考え、政争に纏わる家臣たちの口封じを行った。
長谷川 平蔵 宣雄（はせがわ へいぞう のぶお）
- 初登場巻：4巻『鬼煙管』※1巻『火喰鳥』で名前だけ登場
- 役職：西の丸御書院番（零巻）→火付盗賊改方頭（1巻）→京都西町奉行（3巻）
- 年齢：38歳（零巻）→52歳-54歳（1巻～）→55歳（2巻～）→55歳 安永二年(1773)没
- 生まれ年：1719年
- 二つ名：「鬼の平蔵」

元御先手弓組の頭。田沼意次と昵懇の仲。
慧眼の持ち主。火付盗賊改方を務め上げ、市井のことにも通じている。
大身の旗本でありながら驕ったところは微塵も無く、民の安寧のためならば清濁構わずに呑み干す。奉行所に籠っていては決して見えぬことがあるというのが持論で、時間を作ってでも京の町を見て回っている。
長谷川 銕三郎→長谷川 平蔵 宣以（はせがわ てつさぶろう→はせがわ へいぞう のぶため）
- 初登場巻：4巻『鬼煙管』※1巻『火喰鳥』で名前だけ登場
- 役職：西の丸御書院番士→西の丸仮御進物番（8巻）
- 年齢：29歳（4巻～）→30歳（6巻～）
- 生まれ年：1745年
- 身長：五尺七寸（約171cm）
- 二つ名：「本所の銕」
- 癖：煙管を取り出して、手にひたひたと打ち付ける。これは父平蔵が考え事をする時によくやっていた癖で、よい知恵が浮かんでくるような気がして癖も受け継がれている。

平蔵の息子。母は平蔵の領地の農民で、戸村品左衛門の娘。産後の肥立ちが悪く、出産して二か月後に亡くなった。長谷川家の者とは認められず、三歳までは品左衛門に育てられた。
一刀流。十年に一度の傑物と謂われる腕前の持ち主。
子どもの頃は丸々と肥えていた。
平蔵が四つん這いになって馬の真似をして銕が跨ったが、激しく揺らし過ぎて落下、その時額を切った傷が今でも薄っすらと残っている。同年代の子らと遊ぶことは無く、いつも十も二十も離れた大人に可愛がられていた。
若い頃は呑む、打つ、買うの三拍子に加え、喧嘩や無銭飲食もする放蕩者で「本所の銕」と呼ばれ恐れられていた。お梅に惚れてからは吉原通いだけはぴたりと止めた。お梅が無念の死を遂げて以降、悪を憎む気持ちがより強くなった。
妻を娶って子を儲けてからは放蕩が少しは落ち着いたが、短気な元来の性質はそう変わっていない。
尊敬している父がいつも頼りにしている源吾の事が気に喰わなかったが、京都で共に「火車」を追ううちに、源吾の諦めない姿勢に心打たれていく。探索力は先代も認めるところで、六百人の人々に話を聞いて真の下手人を突き止めた。（4巻『鬼煙管』）
お琳、お七、福助が追ってに追われている現場に遭遇し、三人を助けて源吾宅へ届けた。（5巻『菩薩花』）
石川 喜八郎（いしかわ きはちろう）
- 初登場巻：3巻『九紋龍』
- 役職：番方 与力（3巻）→西の丸御書院番士 与力（4巻）→西の丸仮御進物番 与力（8巻）
- 身長：五尺三寸（約159cm）

お梅の事件に駆け付けた与力。銕三郎の痛ましい姿を見て、必ず下手人を挙げると誓った。寝食を忘れて下手人を突き止めたが、奉行から証拠が足りぬ、余計なことを吹聴するなと釘を刺された。銕三郎の必死さに負けて、下手人について口を割ったが、銕三郎が何かするのではないかと心配になり、平蔵に真相を告げた。平蔵が火付盗賊改方になったとき、真っ先に与力にと望まれ、平蔵の言葉に心を打たれて役目を受けた。平蔵の働きぶりと民を思う姿勢に深い崇敬の念を抱いている。
長谷川平蔵亡きあと、銕三郎の与力になることを望んで田沼に許された。（5巻『菩薩花』）
島田 政久（しまだ まさひさ）
- 初登場巻：2巻『夜哭烏』
- 役職：火付盗賊改方 長官（2巻）→火付盗賊改方 介添え（5巻）

平蔵の後任。官命は弾正。
出世の機会を窺っており、手柄を得るよりも失敗を恐れる。型通りの探索しかしない為、検挙率も低い。身分で人を見るのでぼろ鳶組を侮っており、口調や態度にそれが出る為、よく源吾や彦弥と衝突する。だが正義が嫌いなわけではなく、同じ火付盗賊改方の罪を隠すことなく事実を報告したり、時には新庄藩のやり方を黙認するなど、己なりの流儀がある人物。
幼名「市之丞(いちのじょう)」。妻恋町の火元の風下にある隣家が島田家で、父がいないと大音謙八に助けを求めた。十時が父である島田弾正を助け出した。（0巻『黄金雛』）
赤井 忠晶（あかい ただあきら）
- 初登場巻：2巻『夜哭烏』
- 役職：火付盗賊改方 長官（6巻）→火付盗賊改方 顧問（11巻）

前任の島田より凡庸。幕閣に縁者も多い御曹司。
恰幅が良く、血色の良いふっくらとした頬。豆のように円らな目、ちょこんと突き出した鼻、育ちの良さそうな面をしている。
一橋の命で、門を開けようとした栄三郎達八重洲河岸定火消を取り押さえた。（11巻『襲大鳳（下）』）
猪山 蔵主（いやま くろうず）
- 初登場巻：8巻『玉麒麟』
- 役職：火付盗賊改方 十八組組頭

横暴で素行が悪い。父がいた頃の火付盗賊改方では考えられないと、銕三郎が見て失望した。
一橋卿の使いだという者が現れ、大出世を約束する代わりに橘屋の襲撃を依頼された。その際、直近三年橘屋の帳簿を一冊残らず奪うことと、主人徳一郎の日記を必ず燃やすよう指示された。徳一郎は偽の日記を差し出したが、奉公人が偽物であると明かし、日記諸共火付けで焼くことを考えた。だが娘二人が生きており、徳一郎が隠居所を密かに買っていて、琴音だけがその場所を知っていることがわかった。そこに日記があるかもしれず、生き残りの抹殺と日記の回収の為に琴音を追った。（8巻『玉麒麟』）
牧田（まきた）
- 初登場巻：8巻『玉麒麟』
- 役職：火付盗賊改方 同心

平蔵が長官を務めていた時からの同心。歳は平蔵よりも若く、当時はよく酒を奢っていた。
銕三郎と猪山が争っている場面に出くわして仲裁に入る。（8巻『玉麒麟』）
柴田 七九郎（しばた しちくろう）
- 初登場巻：3巻『九紋龍』
- 役職：火事場見廻

火事場見廻の前は、道中奉行の補佐をしていた。
新庄藩とに組の喧嘩を重く見て、火事場への出動を見送るようにとお達しを出した。方角火消を辞せば、金子を貸す。また上様のご意向で、当主戸沢考次郎を隠居させ、正親を当主に挿げ替えるという提案をした。（3巻『九紋龍』）
新庄藩の担当になる。（11巻『襲大鳳』）
石出 帯刀（いしで たてわき）
- 初登場巻：3巻『九紋龍』
- 役職：牢屋敷の長
- 年齢：40絡み（3巻）

石出家は代々牢屋敷の長を務めている家系。石手家は長年に亘り牢屋敷を守っており、そこらの風読みよりも的確に風を読むことが出来る。役目に実直で、鉄の心を持っている。
源吾が火付けの下手人として捕らわれた時の長（1巻『火喰鳥』）。
辰一が島田への狼藉により捕らわれ、源吾が切り放ちを願ったところ、源吾が以前無罪とわかっていた上で捕らわれた事を覚えており「お上の気儘で牢を使う故敵わん。過日の詫びよ」と言って切り放つことを許した。（3巻『九紋龍』）

### 大阪
室賀 正之（むろが まさゆき）
- 初登場巻：9巻『双風神』※3巻『九紋龍』で名前だけ登場
- 役職：大阪東町奉行

汗かきの体質。仕草が田舎臭い。小心の性質。
平蔵が大阪で追い詰めた千羽一家を、大阪東町奉行所の動きが悪かったことで取り逃がした。その時の奉行。

### 京都
伝兵衛（でんべえ）
- 初登場巻：4巻『鬼煙管』
- 役職：六角獄舎の獄吏

年嵩の牢役人。惟兼に会いに行くときの案内役として登場。（４巻『鬼煙管』9巻『双風神』）
土井 利里（どい としさと）
- 初登場巻：9巻『双風神』※4巻『鬼煙管』に名前だけ登場
- 役職：大炊頭（おおいのかみ）

一橋の影響を色濃く受けており、何事にも腰が重い。
朝廷の地下役人が横領している疑惑があり、調査をしている一人。土御門の手の者が関わっていると目星をつけている。

### その他
池田政倫（いけだ まさとも）
- 初登場巻：1巻『火喰鳥』
- 役職：大目付

火付の下手人の疑いがあると源吾を詮議にかけた。
岡田 五兵衛（おかだ ごへえ）
- 初登場巻：6巻『夢胡蝶』
- 役職：隠密廻り

吉原の面番所にいる隠密廻りの一人。
今田（こんだ）
- 初登場巻：8巻『玉麒麟』
- 役職：用人

北条家の用人。屋敷に投げ入れられた文を持ってきた侍。

## 一橋家一派
一橋 治済（ひとつばし はるさだ）
- 初登場巻：1巻『火喰鳥』
- 身分：二代目当主・従三位
- 年齢：20歳-22歳（1巻）→23歳（2巻～）→24歳（6巻～）
- 生まれ年：1751年
- 嗜好：大の甘党。

一橋家の二代目当主。 父が初代。十四歳の時に父が亡くなり跡目を継いだ。八代将軍吉宗の四男・宗尹により一橋家が興り、将軍になる資格を有している。公家の位に昇る資格を有しており、田安家、清水家と並んで御三卿とも呼ばれる。
垂れ下がって温厚そうに見える目や眉とは正反対に、頬骨はこれでもかというほど突き出し、顔の中央には人を威圧するほどの鷲鼻。
相当な野心家で、我が子を将軍にしようとしている。その為に様々な計略を巡らせ、風早甚八のような孤児を抱えては様々な技を仕込み、己の駒にしている。
土御門が己の「反目」に賭けていることに気付き、早めに潰しにかかった。橘屋の日記を探している。（8巻『玉麒麟』）
藤五郎（とうごろう）
- 初登場巻：1巻『火喰鳥』
- 職種：元女衒

人の心の闇を覗くことに長け、そこを狙い定めて巧みな話術で篭絡する。その技を評価され、一橋家に雇われた。
秀助と逃走を図ろうとしたところ、秀助の裏切りにより爆死する。出入りの米問屋を装って、内々に一橋から指示を受けていた。（7巻『狐花火』）
風早 甚平（かぜはや じんぺい）
- 初登場巻：2巻『夜哭烏』
- 役職：一橋家の家臣
- 年齢：30前後
- 身長：五尺六寸（約168cm）

備中の産。父親は浪人でと場の用心棒をしていた。居候していた商家の奉公人との間に産まれ、母親は幼くい頃に亡くす。父親も賭場の諍いに巻き込まれて亡くなった。
なめし革のような精悍な褐色の肌。野趣を感じるくっきりとした二重瞼。越南や呂宋のような外見。
一橋治済の父に剣の腕前を買われ、護衛を務める家人のような待遇で雇われた。一橋家の下男として無外流で剣を学び、実力をつけていった。治済の父の死後、一橋治済より士分に引き上げられる。
清武 仙太夫（きよたけ せんだゆう）
- 初登場巻：7巻『狐花火』
- 職種：近習・筆頭用人
- 癖：緊張している時は、顎を引いて入ってくる。

頬骨が大きく突き出し、顎は鋭角。
藤五郎が担っていた勧誘役、風早が担っていた実行役の二つを兼ねているが、二人より数段力が落ちる。
伊神甚兵衛を訪ね、尾張藩への復讐を持ちかけた。だが断る甚兵衛に、残された尾張藩の者を殺すと脅迫し、種三郎の監視と力添えの役目を命じた。
吾妻 伴衛門（あがつま ばんえもん）
- 初登場巻：0巻『黄金雛』
- 役職：一橋家の用人

面長の顔に小さな目鼻。しゃくれた顎が特徴。
「吾妻伴衛門」は偽名。本名は尾上又兵衛。元は老中酒井忠寄に仕えていたが、口封じされる前に逐電し、一橋家に拾われた。
内記を訪ね、源吾達と企んでいる計画から手を退くように脅した。（0巻『黄金雛』）
伊神甚兵衛を下手人に仕立て上げて一橋屋敷が燃えるが、曲輪は封鎖される為火消は駆け付けられない。唯一曲輪内にいる八重洲河岸定火消の内記に、人質も助けず火を消す振りだけをして、火を消さないようにと頼んだ。その代わり、「城火消」として定火消の一段上の地位を用意すると約束した。（11巻『襲大鳳（下）』）
種三郎（たねさぶろう）
- 初登場巻：7巻『狐花火』
- 職種：鍛冶屋

千住の鍛冶屋の次男。博打で借金をこさえて、十九歳で実家から勘当されていた。手早く設ける術を探していた時、両国の花火を見て花火を廉価で売って儲けることを思いついた。秀助に熱心に頼み込んで弟子入りしたが、花火を勝手に売ったことが露見し、わずか半年で破門になった。
一橋治済が新たに加えた手駒。秀助の帳面を持っているかと期待していたが、何も持っていなかった。秀助の火付けを真似て放火を行った実行犯。（7巻『狐花火』）

## 土御門一派
土御門 泰邦（つちみかど やすくに）
- 初登場巻：3巻『九紋龍』※1巻『火喰鳥』の文中で登場
- 身分：陰陽頭
- 年齢：63歳（3巻～）→64歳（6巻～）
- 生まれ年：1711年

幕府に激しい対抗心を持っている。権謀術数に長けており、公家の下剋上を目指し、様々な策を巡らせている。
先祖は有名な安倍晴明。代々朝廷の命で暦を編んでいた。幕府に暦の編纂権限を奪われて後、陰陽頭となると渋川則休を京に呼び寄せ、五年に亘って暦の改変を巡り大論争を行った。則休が亡くなった後は光洪が跡を継いだが屈服し、土御門は暦編纂の権利を奪回。宝暦暦を発布した。
裏切らない手駒を揃える為に考えたのが六角獄舎の罪人。篭絡した者に六角獄舎を焼かせ、騒ぎに乗じて数人の罪人を配下に獲得する。幕府に咎められ危うい状況になった今を打破する妙案を実行する為、有明こと黒川万里と共に、万吉と檜谷京史郎を大阪へと向かわせた。（9巻『双風神』）
土御門 泰富（つちみかど やすとみ）
- 初登場巻：※4巻『鬼煙管』と9巻『双風神』に名前だけ登場

泰邦の父。
天文に疎かった為、集めた在野の天文家の力を結集して、陰陽道を巡る相論を挑んだ（寛文十年（1670））。だが相論では勝てず、幸徳井家の当主友傳(とももり)を、浪人の手で始末した。友傳の子は幼い子がただ一人だけで、仲裁に当たっていた幕府は、土御門家を陰陽頭に復させて諸国の陰陽師を支配する、免許の権を与えた。泰邦が盤外で勝負する方法は、父から学んだもの。
黒川 万里（くろかわ ばんり）
- 初登場巻：4巻『鬼煙管』※別名で登場
- 役職：元長崎奉行配下
- 年齢：37歳（4巻～）→38歳（9巻～）

肥前の産。剣は肥後、肥前で盛んなタイ捨流(しゃりゅう)を遣う。
元は長崎奉行配下だったが、さる事件をきっかけに出奔。食い詰めていたところを土御門泰邦に拾われる。幕府を深く恨んでいる。
故郷の海にちなんで「有明（ありあけ）」と名乗っている。
一重、鼻が高く、大きく前に突き出した額が不気味。
嘉兵衛に、殺すだけではなくそれ以上の苦しみを与えようと話を持ちかけた男。（4巻『鬼煙管』）
檜谷 京史郎（ひのきや きょうしろう）
- 初登場巻：4巻『鬼煙管』
- 役職：元丹波篠山藩士
- 年齢：26歳（4巻～）→27歳（9巻～）
- 二つ名：「首狩り」
- 二つ名の由来：必ず首を落とすことから。

江戸の産。三白眼。無外流の達人。
元丹波篠山藩江戸詰め。明和七年から安永元年にかけて江戸、洛中で十九人を辻斬り。「食った鰯の数を一々覚えている奴がいるか」と嘯いており、その数倍は斬っていると思われる。安永元年霜月に六角獄舎に入獄。
「火車」事件の騒動に乗じて六角獄舎から逃亡。（4巻『鬼煙管』）
一橋が手駒に加えようと声を掛けるが相手にせず、迎えの者の首を落とした。（7巻『狐花火』）
土御門に雇われ、大阪に火付けをする際の用心棒として動く。（9巻『双風神』）
万吉（まんきち）
- 初登場巻：4巻『鬼煙管』
- 役職：元盗賊
- 年齢：45歳（4巻～）→46歳（9巻）→46歳 安永三年(1774)没
- 二つ名：「鼬の万吉」
- 二つ名の由来：必ず首を落とすことから。

山城国上狛村(かみこまむら)の産。
生まれる前に実父が亡くなる。母は百姓の娘で、容姿端麗だったことで庄屋の後妻に迎えられる。母と義父の間に子が出来て、その頃から両親から打擲を受けるようになった。親の折檻に耐えかねて家を出て、十五歳で鰄党八番組に身を投じる。毎年のように小頭が代わり、朱江の部下になると、朱江に憧れて懐くようになった。二十二歳で鰄党が壊滅し、千羽一家に誘われて甞役となる。安永二年の二月に長谷川平蔵に捕まり、六角獄舎へ入獄する。
「火車」事件の騒動に乗じて六角獄舎から逃亡。有明に誘われて土御門一派となる。（4巻『鬼煙管』）
有明、京史郎と共に大阪へ向かい火付けの実行犯として動くが、元頭の朱江と再会する。最後は朱江を守る為に京史郎に斬りつけるが、返り討ちに遭って斬られてしまう。（9巻『双風神』）
六兵衛（ろくべえ）
- 初登場巻：4巻『鬼煙管』※別名で登場
- 役職：元菓子屋奉公人
- 年齢：31歳（4巻～）→32歳（9巻～）

越前の産。
自らが奉公する菓子家「伊佐」の主人に恨みを持ち、売り物の菓子に毒を混ぜる。十一人が死に、七人が寝たきりになる。安永元年神無月に六角獄舎に入獄。
「火車」事件の騒動に乗じて六角獄舎から逃亡。有明に誘われて土御門一派となる。（4巻『鬼煙管』）
菓子職人をしていた手先の器用さと緻密さから、難解な亜麻仁油の調合をこなす。（9巻『双風神』）

## 関連人物
主要関連人物 / 1巻『火喰鳥』 /2巻『夜哭烏』 /3巻『九紋龍』 /4巻『鬼煙管』 /5巻『菩薩花』 /6巻『夢胡蝶』 /7巻『狐花火』 /8巻『玉麒麟』 /9巻『双風神』 /零巻『黄金雛』 /10巻『襲大鳳（上）』 /11巻『襲大鳳（下）』 /幕間『恋大蛇』

### 主要関連人物
伊達ヶ関森右エ門（だてがせきもりえもん）
- 初登場巻：1巻『火喰鳥』
- 年齢：20歳（1巻～）→21歳（2巻～）→22歳（6巻～）
- 職種：力士

本名は梶之助（かじのすけ）。寅次郎の弟弟子で、寅次郎のことを「兄さん」と呼び慕っている。十八歳で土俵に上がり、破竹の勢いで出世している仙台藩抱えの力士。
鈴（すず）
- 初登場巻：1巻『火喰鳥』
- 職種：蕎麦屋「小諸屋」 看板娘

小諸屋で働いている。女将に育てられて恩義がある。
星十郎の想い人。
七（しち）
- 初登場巻：1巻『火喰鳥』

彦弥が贔屓の娘。手彫りの木札を彦弥に贈った。母を助けてくれた新庄藩火消を応援しており、源吾たちからも可愛がられている。
お琳と深雪の家から帰る途中、福助と出会う。福助が追われていることに気付き、お琳と一緒に知恵を寄せ合って追ってを撒く。ここぞという時の度胸は人一倍あり、追手達が間近に迫った時に大声で助けを呼んだ。（5巻『菩薩花』）
櫂五郎（かいごろう）
- 初登場巻：2巻『夜哭烏』
- 年齢：33前後（2巻）
- 職種：船乗り

この国の船頭で三本の指に入る実力の持ち主で、田沼が大弁財船「鳳丸」の船頭に抜擢した。褐色の顔に純白の歯。万里の波濤を越え、海の果てを見極めると豪語している。
木場で起こった火事を消す為に、源吾から鳳丸を岸にぶつけて大波を起こして欲しいと頼まれ引き受けた。源吾の心意気に惹かれ、鳳丸は事故によって大破したと言い張った。（2巻『夜哭烏』）
源吾たちを江戸から大阪に運ぶ船「木津丸」の船頭を務めた。（4巻『鬼煙管』）
琴音と玉枝が遠江を向かう船の船頭。（8巻『玉麒麟』）
今村翔吾の別作品である「五葉のまつり」（※『週刊新潮』にて連載、まだ書籍化はされていない）に、幼少期である櫂五郎が登場している。
下村 彦右衛門 素休（しもむら ひこえもん そきゅう）
- 初登場巻：3巻『九紋龍』
- 職種：「大文字屋」 四代目当主
- 年齢： 23歳（3巻～）→24歳（6巻～）
- 生まれ年：1751年

「大文字屋」初代の孫。三代目の次男。人を見る目に長けており、剛腕にしてやり手の商人。先見の明があり、ここぞという時のお金の使い方を心得ている。新庄藩が開いた商品のお披露目会に参加し、全て相場の倍の値段で買い取った。（3巻『九紋龍』）「明和の大火」の折、新庄藩火消に江戸の店の者が救われた礼の意味もあったが、「良き品に相応しき値を付ける。それでも尚才覚でもって利を出す」が信条で、実際にこの時買い付けた紅花は後に各地で不作となり、大文字屋の独占状態になった。
昔深雪に縁談を申し込んだが玉砕した過去を持つが、一切根に持つことはなく、源吾の人となりを知って完敗したと本人に向かって言える男気の持ち主。大阪にいる源吾に、深雪からの文を預かって届けることもあった。
吉原の火事場に居合わせ、火消の人数が足りずに苦戦している源吾たちを見つける。その時状況を看破し、通常の俸給より高い金額で店火消として雇うと言って、離脱した火消達を火事場へと送り込んだ。また鮎川転を捕まえる為に、「京町一丁目全ての妓楼を買う」という豪儀さを見せた。（6巻『夢胡蝶』）
老翁（ろうおう）
- 初登場巻：4巻『鬼煙管』
- 職種：絡繰り師 五代目平井利兵衛
- 身長：五尺一寸（約153cm）

火消道具を専門に扱う絡繰り師。京に工房を構えている。
代々当主は利兵衛を名乗っている。中でも五代目利兵衛が作る竜吐水や水鉄砲は精巧を極め、日の本一の出来栄えだと言われ、「水工」の雷鳴を轟かせている。数年前までは度々長崎に行き、火消道具の質を高める為に南蛮人の知識を学んでいた。
水穂（みずほ）
- 初登場巻：4巻『鬼煙管』
- 職種：絡繰り師 六代目平井利兵衛
- 年齢：19歳（4巻～）→20歳（4巻～）

老翁の養女。讃岐の産。八歳の頃に五代目の内弟子となり、十九歳で名跡を継いだ。
程よく日焼けしている肌。団栗のような円らな目。額や頬に大小の傷跡があり、右頬に一際大きな傷痕がある。
兄妹のように育った兄弟子の嘉兵衛が、水穂に乱暴を働いた無頼漢達に復讐する為、下手人を次々と葬り去っていく事件を起こした。水穂は本来の兄に戻って欲しいと願い、武蔵が命懸けで嘉兵衛に立ち向かった。嘉兵衛を闇から解き放ってくれた武蔵に感謝しており、それ以降武蔵と文のやり取りをしている。（4巻『鬼煙管』）
鷹司 惟兼（たかつかさ これかね）
- 初登場巻：4巻『鬼煙管』
- 年齢：81歳（4巻～）→82歳（9巻～）
- 生まれ年：1693年

前の関白、鷹司兼煕の庶子。自ら小野篁（おののたかむら）の生まれ変わりと称し「野狂」を名乗る。豊富な知識と教養を持つだけでなく、凄まじい記憶力と鋭い洞察力を持っている。覚の如く正確に人の心を見透かし、その不気味さに取り調べた与力、同心、奉行は心を病んだと言われている。
宝永五年(1708)の「宝永の大火」を引き起こした下手人。四年後に自ら出頭し、六角獄舎に繋がれた。鷹司家は惟兼の火付けの件を闇に葬って欲しいと助命し、毎年相応の金品を奉行に送ること、他の公家の動向を逐一幕府に報じることを条件に受け入れられた。惟兼を処断しようとするが、奉行は怪人の惟兼を斬ることを恐れ、数年後に来る奉行に棚上げしていき、託された奉行もまた己に厄災が降ることを恐れ次へとまた託す。これが六十一年にも亘って繰り返されてきた。長谷川平蔵が自分の代で惟兼を処断するつもりだったが、果たすことなく殉職した。惟兼は生涯ここを出ぬと約束する代わりに、日々起こったことを教えて欲しいと頼み、惟兼に市井の刊行物を届けるという慣習が生まれた。
文五郎（ぶんごろう）
- 初登場巻：5巻『菩薩花』
- 年齢：35,6歳（5巻）
- 職種：読売書き

腕がいい火事専門の読売書き。どこよりも早く伝える執念は凄まじく、火事場に泣いて嫌がる版木彫りを引きずってきて、炎を目の前に版木を作らせたほど。年に二百以上の火事場を見てきており、そこらの火消に負けないほど炎の知識に長けている。火消番付に最も影響を与えている。火事場で見聞きしている時は火消とは馴れ合わないという矜持がある。
不忍池に近い茅町に住んでいるが、府内の各地に塒を構えている。
火消に憧れて鳶を志したが、虚弱非力だったことで夢は叶わず、火事読売の書き手となった。
源吾が駆け出しの頃から知り合いで、「火喰鳥」と初めて読売に載せたのが文五郎。
八重洲河岸の火事から救出されたあと、野次馬から紙と筆を譲ってもらい、憔悴しきった身体で火事の様子を記し続けた。（5巻『菩薩花』）
福助（ふくすけ）
- 初登場巻：5巻『菩薩花』
- 年齢：11歳（5巻）→12歳（6巻～）

文五郎の息子。1772年に母を病で亡くす。将来は父を継いで読売書きになるのが夢。
父が二、三日で戻ると言って小諸屋に預けられていた。だが父は戻ってこず、その間に家は火事で焼失してしまう。一人で父を捜し歩いていたところお琳とお七と出会う。文五郎の隠れ家を知っていることで追われる身となる。（5巻『菩薩花』）
魯寛（ろかん）
- 初登場巻：零巻『黄金雛』※1巻『火喰鳥』で文中に登場
- 年齢：50歳過ぎ（零巻）→年齢不詳 明和七年(1770)没

高輪にある寺の和尚。彦弥や甚助たちの育て親。
三十歳で寺を継いでから二十余年、ずっと親のいない子を引き取って育ててきた。檀家は多くなく、暮らしは楽ではない。十数年前までは多額の寄付をする商家があったが、千羽一家の押し込みに遭った。火消として俸給をもらえるようになった辰一が、毎月お布施をしている。（零巻『黄金雛』）
段吉→湛観（だんきち→たんかん）
- 初登場巻：零巻『黄金雛』

寺で暮らしている子の1人。彦弥と同じ頃に育つ。団子鼻。
父親は尾張藩火消の段五郎。男手一つで育ててられていたが、三年前に亡くなり天涯孤独の身になった。段五郎が言っていた火消の人数と公表されている人数が異なっており、一人少ない事に気が付いた。その一人は父の事で、まだ生きているかもしれないと信じていた。（零巻『黄金雛』）
育った寺の住職魯寛の最期を看取り、和尚になって寺を継いだ。魯寛と同じく孤児を引き取って育てている。（11巻『襲大鳳（下）』）
佐平次（さへいじ）
- 初登場巻：9巻『双風神』
- 職種：旅籠「緒方屋」 主人

大丸傘下の大旅籠「緒方屋」の主人。果断にして多少強引だが、相手を気遣う細やかさも持ち合わせている。小さな旅籠だった緒方屋を、一代で大旅籠へと育て上げた。
妻を紗代が幼い頃に亡くしているが、心底惚れており、再び妻を迎えていない。
火事で外に逃げ出した後、泊まっていた客の数が足りないと気付いて燃え盛る旅籠に引き返した。「己が死のうとも、客を死なせる訳にはいかない」という信条の持ち主。弾馬に火事から助け出された後、店火消になって欲しいと弾馬を誘った。生きがいがなく破落戸となっていた弾馬の恩人でもある。
紗代（さよ）
- 初登場巻：9巻『双風神』
- 年齢：24歳（9巻～）

旅籠「緒方屋」を営む父の手伝いをしている。
弾馬に心を寄せており、大胆に弾馬に迫っている。十八歳で初めて縁談が持ち込まれた時は、想う人がいるからときっぱりと断った。その後弾馬から一緒にはなれないと言われるが、心のままに行動して見事に恋を実らせた。（幕間『恋大蛇』）
料理が上手くなりたいと下女に学ぼうとしたが、恐れ多いと誰も教えてくれず独学で頑張っている。弾馬が頼んで送ってくれた、料理の手順や材料が書かれている深雪からの手紙で料理を練習している。だが源吾を好敵手としている弾馬に感化されたのか、深雪と張り合っている節がある。
儀十（ぎじゅう）
- 初登場巻：3巻『九紋龍』
- 所属：盗賊 千羽一家 頭
- 二つ名：「黒猫」

初老の男。裏地が派手な刺繍の装いで、大阪南堀江の両替屋「篠長」へ強盗に入る。「楽しみながら稼いでいる」と言って、父の目の前で幼い子を殺す残虐な人物。（3巻『九紋龍』）
千羽一家の補佐役だったが、頭だった卯之助の方針に反発して、卯之助を裏切って千羽一家を乗っ取った。
某（なにがし）
- 初登場巻：※3巻『九紋龍』に名前だけ登場

京極佐渡守の家中能政夕之介の妻。
深雪に女天下の日を教えた人物。
柴田七九郎が方角火消を辞せば金子を貸すという提案を持ちかけた場に、正親が証人として立ち会って欲しいとお願いしたのが京極佐渡守。女天下を共に乗り越えた仲だからと、立ち合いを快く受けた。（3巻『九紋龍』）
某（なにがし）
- 初登場巻：※3巻『九紋龍』に名前だけ登場

小倉典膳の御内儀。深雪に卓袱料理を教えた。 （3巻『九紋龍』）
松浦肥後守。小倉は御家老にあたる。
杉田 玄白（すぎた げんぱく）
- 初登場巻：※4巻『鬼煙管』の文中に登場

小浜藩にいる著名な医師。京での青坊主事件の死因を探る為、長谷川平蔵に依頼されて腑分けを手伝った。腑分けの先駆者。
佐竹 義敦（さたけ よしあつ）
- 初登場巻：※5巻『菩薩花』と7巻『狐花火』に名前だけ登場
- 身分：出羽国久保田藩 第八代藩主

深雪には「曙山（しょざん）」と名乗っている人物。
二年ぶりの江戸で迷っていたところ、深雪が道を教えて仲良くなった。今度絵を教えてもらう約束もしたらしい。
絵本の見本に使っていた菩薩花を深雪に譲った。その時、寒さに弱い菩薩花を、冬を越えさせると言った深雪の想いに共感し、炭代の提供という形で協力した。なお元々菩薩花は、島津という者から譲り受けたという。（5巻『菩薩花』）
島津 又三郎（しまづ またさぶろう）
- 初登場巻：※5巻『菩薩花』と7巻『狐花火』に名前だけ登場

島津左近衛権中将の通称が「島津又三郎」。
蘭癖で、南蛮の技術、政治に強い関心を持っている学者。怪しい商人のような笑みを浮かべるのが癖。
曙山に菩薩花を贈った人物。（5巻『菩薩花』）
田沼のことで深雪と意気投合し「幕政も当家の家計も今が勝負時」と言った深雪に、「銭になるもの進ぜよう」と言って山査子を贈り庭に植える手配までした。（7巻『狐花火』）
火付けの方法を知る為に内記が相談し、絡繰りを教えた人物。深雪から火消の苦労を沢山聞かされ、江戸の火消が困っているなら力になると言ったらしい。（11巻『襲大鳳』）

### 1巻『火喰鳥』
松太郎（まつたろう）
- 初登場巻：1巻『火喰鳥』
- 年齢：26歳-28歳（1巻）→29歳（2巻～）→30歳（6巻～）
- 職種：口入れ稼業「越前屋」三代目店主

二代目店主である父は、源吾が現役時代よく世話になっていた。越前に縁故が多い。
源吾から新庄藩火消を補充する為に人の斡旋を頼まれる。金額を誤魔化そうとしたが、深雪に看破された挙句に色々な理由を付けて値下げさせられた。（1巻『火喰鳥』）
夏（なつ）
- 初登場巻：1巻『火喰鳥』
- 年齢：18歳（1巻）→19歳（2巻～）→20歳（6巻～）

彦弥の想い人。掛茶屋で働いている。元々は孤児で、里親が見つかるまで彦弥・甚助と一緒に寺で育った。彦弥は実の兄のような存在。
甚助と一緒になる約束をした矢先、育ててくれた寺の和尚が重い流行り病に掛かる。医者に掛かるお金がなく、甚助は限界まで借金をして貸してもらえない為、自分で高利貸しに金を借りた。借金が膨らみ、借金のかたに吉原に売られる段になって彦弥に別れの挨拶を告げたところ、彦弥から借金分のお金を渡された。後にそのお金は彦弥が高利貸しに借金をして得たお金で、彦弥が行方を眩ませていることを知る。責任を感じたお夏は、彦弥の借金の証文を燃やそうと高利貸し屋へ忍び込むが露見し、家屋に火が移り火事に発展してしまう。全て自分のせいだと思い自死しようとしたところ、彦弥に助けられた。（1巻『火喰鳥』）
弥兵衛（やへえ）
- 初登場巻：1巻『火喰鳥』
- 職種：花火屋「鍵屋」 六代目当主

秀助の主。
清七→清助（せいしち→せいすけ）
- 初登場巻：1巻『火喰鳥』
- 職種：花火屋「鍵屋」 手代（1巻）→番頭（7巻）

温和で誠実、周囲から好かれる好人物。
新たな花火の開発に情熱を注いでいる。
清吉→清七（せいきち→せいしち）
- 初登場巻：1巻『火喰鳥』
- 職種：花火屋「鍵屋」 丁稚（1巻）→手代（7巻）
- 年齢：17歳（7巻～）

清七の息子。
六歳の時に奉公に上がった。七歳の時から花火を作り始め、類まれな才能を見せる。
秀助（ひですけ）
- 初登場巻：1巻『火喰鳥』
- 職種：花火屋「鍵屋」 番頭

口数が少なく職人気質。花火が全てで不世出の才を持ち、若くして番頭まで上り詰めた。弥兵衛から一種の狂気を孕んでいる為「焔の鬼」と評される。
娘が産まれてから変化が現れ、後進の花火師の指導をするようになったり、これまで余暇も取ろうとしなかったが娘と出掛ける事も多くなった。よく迷子になる娘を心配に思い、鈴が大好きな赤色で手作りの鈴を作った。
娘を亡くした日に出奔し、行方不明となる。妻子の復讐を果たす為に明和の大火を引き起こした。処される時はその理由も名前も伏せ、偽の僧名である真秀(しんしゅう)と名乗った。
香（こう）
- 初登場巻：1巻『火喰鳥』
- 年齢：年齢不詳 明和二年(1765)没
- 職種：花火屋「鍵屋」 奉公人

秀助の妻。
お糸を亡くした喪失から、井戸に身を投げた。
糸（いと）
- 初登場巻：1巻『火喰鳥』
- 年齢：18歳（1巻）→年齢不詳 明和二年(1765)没

秀助の娘。好奇心旺盛で活発。
花火の試し打ちで、暴発した火玉が直撃して亡くなる。
某（なにがし）
- 初登場巻：1巻『火喰鳥』
- 職種：蕎麦屋「小諸屋」 女将

一昨年（1768年）主人を亡くす。胸が悪く度々発作がある。
昌（まさ）
- 初登場巻：1巻『火喰鳥』

江戸詰徒士目付森川房次郎の妻。深雪が自分達で火を消し止めようという打開策を聞いて、真っ先に賛同を示した。

### 2巻『夜哭烏』
賀来 浪江（かく なみえ）
- 初登場巻：2巻『夜哭烏』
- 役職：奥平家 江戸家老

奥平大膳大夫家中。火消を出さなかった理由を尋ねに新之助と左門が訪れた時、和間久右衛門の行動を話した人物。（2巻『夜哭烏』）

### 3巻『九紋龍』
千吉（せんきち）
- 初登場巻：3巻『九紋龍』
- 年齢：年齢不詳 安永二年(1773)没
- 職種：両替屋「篠長」 店主

大阪南堀江にある両替屋「篠長」の店主。丁稚奉公の頃からこつこつと銭を貯め、三十歳で独立した。自身が血の滲むような努力で今の身代を築き上げたので、「弱いもんが悪い」といおう考え方を持っている。
房（ふさ）
- 初登場巻：3巻『九紋龍』
- 年齢：20歳（3巻）→20歳 安永二年(1773)没

千吉の後妻。
清（きよ）
- 初登場巻：3巻『九紋龍』
- 年齢：2歳（3巻）→2歳 安永二年(1773)没

千吉と房の娘。
善平（ぜんぺい）
- 初登場巻：3巻『九紋龍』
- 年齢：28歳（3巻～）→29歳（6巻～）
- 職種：小間物の行商人

上州高崎の産。丸顔で団子のような鼻。十四の時に父が名手に借りた金子を返済出来ずに田畑を失い、江戸に出て一家を立て直すことを決意。善平は行商をはじめ、家族を支えている。数年後には店を持つことが夢。
十日に一度は源吾宅を訪ねている。源吾の煙草は善平から購入している。
某（なにがし）
- 初登場巻：3巻『九紋龍』
- 年齢：50越え（3巻）
- 職種：「小谷屋」 主人

小谷屋の主人。息子がいる。息子の不始末で家が火事になった。
深雪が大好物の干し芋があるお店。

### 4巻『鬼煙管』
梅（うめ）
- 初登場巻：4巻『鬼煙管』
- 身長：四尺八寸（約144cm）

見目美しく気立ても良いと評判の娘。笑うとえくぼが出来る。銕の軽口にころころと笑い、喧嘩をすれば真っ赤になって怒る。
長谷川銕三郎と将来を約束していたが、旗本の子息に乱暴されて自害した。
清峰（せいほう）
- 初登場巻：4巻『鬼煙管』
- 職種：真宗佛光寺派本山佛光寺 僧

火車の葬儀を取り仕切ったのが全て佛光寺だった為、詳細を聴いた代表の僧。
嘉兵衛（かへえ）
- 初登場巻：4巻『鬼煙管』
- 職種：絡繰り師
- 年齢：27歳（4巻）→27歳 安永二年(1773)没

老翁の養子。五歳で老翁に拾われ、内弟子となった。子どものように可愛らしく、丸顔に二重の目。
二十歳の時に、老翁が自分を超えたとまで言わしめる程の技術力を持つ。温厚な人柄だったが、水穂が乱暴されたことに激怒して、復讐をする為に家から姿を消した。
清（きよ）
- 初登場巻：4巻『鬼煙管』
- 職種：料亭「松らい」 女中

日本橋にある料亭「松らい」の女中。平蔵と店を利用した時に、風邪の心配をして田沼が声を掛けた女性。（4巻『鬼煙管』）

### 5巻『菩薩花』
馬場 次郎三（ばば じろうざ）
- 初登場巻：5巻『菩薩花』

内記に雇われた用心棒。一刀流の遣い手。素行が悪かった為、伝位は中伝仮字書だが、実力は皆伝本目録相当と言われている。銕三郎と新之助も以前立ち会ったことがある。
御先手弓組の同心だったが、上役と諍いを起こして五、六年前に家禄没収の憂き目にあった。上役を殴り飛ばしたのは、妻子を流行り病で亡くしたことで荒み、酒浸りになっていた時だった。妻子の為にせめて立派な墓をと思い、汚い仕事を引き受けた。逃げられた状況にも関わらず屋敷に留まって罪を自白した。島流しの処分となった。（5巻『菩薩花』）
新之助が幼い頃、遊び半分で三本の内一歩でも取れたら好きなものを買うと言ったところ、新之助は見事に一本取った。新之助は仲見世の飴細工で兎を選び、娘へのお土産用にも兎の飴細工を買った。
葦三（あしぞう）
- 初登場巻：5巻『菩薩花』
- 職種：駕籠舁き

深雪の家に遊びに来ていたお琳とお七を、家まで送り届けることを依頼された駕籠舁き。途中男の子を拾って、追ってを巻く為に助力した。その後事の顛末を伝える為、源吾宅を訪ねた。（5巻『菩薩花』）
将彦（まさひこ）
- 初登場巻：5巻『菩薩花』
- 職種：魚屋「魚将」

深雪馴染みの魚屋。深雪が身重の時から出産した後も、大変だからと旬の魚を納めに家まで出向いていた。
芝の火事に駆け付けた源吾に、子どもが産まれそうだが産婆がいないと源吾に知らせた。(5巻『菩薩花』)

### 6巻『夢胡蝶』
権助（ごんすけ）
- 初登場巻：6巻『夢胡蝶』

転より三つ年上の近所の子。
種（たね）
- 初登場巻：6巻『夢胡蝶』
- 年齢：20過ぎ（6巻）

山城座を観て彦弥を贔屓にしている。積極的で彦弥と一夜を共にした。
鳩五郎（きゅうごろう）
- 初登場巻：6巻『夢胡蝶』
- 年齢：40絡み（6巻）
- 職種：大見世「醒ケ井」 店主

大見世「醒ケ井（さめがい）」の主。肥えていて、満月を思わせる丸顔。豪奢な身形をしているが、洒落っ気はない。
花菊（はなぎく）
- 初登場巻：6巻『夢胡蝶』
- 年齢：21歳（6巻）
- 職種：大見世「醒ケ井」花魁

大見世「醒ケ井」の花魁。
幼い頃吉原に売られる。火事の中で死のうと思った時に彦弥が現れて、命を助けられる。その時願いを叶えてくれると言った彦弥の訪れを待ち、待ち人が来るというおまじないを試していた。
おとわ（おとわ）
- 初登場巻：6巻『夢胡蝶』
- 職種：大見世「醒ケ井」禿

花菊についている禿。お菓子が大好き。
時里（ときさと）
- 初登場巻：6巻『夢胡蝶』
- 年齢：20歳（6巻）
- 職種：大見世「醒ケ井」遊女

越前、鯖江の産。快活で裏表がない性格。食べることが大好き。
転に心底惚れている。火付けの手伝いをしたが、転のことは頑なに口を開こうとせずに沈黙を守った。彦弥が転を連れてきた時、恋を終わらせるつもりが気が変わり「勝手に待ってます」と言い放った。転が時里を散々に脅して利用したと証言した為、情状酌量され、手鎖八十日に減刑された。品川の宿に伝手があり、そこで働かせてもらう予定。（6巻『夢胡蝶』）
本名は「千春（ちはる）」。転だけに教えた。
八兵衛（はちべえ）
- 初登場巻：6巻『夢胡蝶』
- 職種：大見世「醒ケ井」 廻し

大見世「醒ケ井」の廻しの若い衆の一人。不器用で鳩五郎や奉公人から小馬鹿にされていて、花菊がよく庇ってくれていた。鳩五郎から止められたが、花菊に頼まれ、首になることを覚悟で転が来たことを報せに向かった。
浅次郎（あさじろう）
- 初登場巻：6巻『夢胡蝶』

深川佐賀町にある材木商の若旦那。
伏見丁「姉川」の客で火付の下手人として疑われるが、引手茶屋で遊女の身請けの相談をしに来たところ殺された。
東太郎（とうたろう）
- 初登場巻：6巻『夢胡蝶』
- 職種：台かつぎ

上野（こうずけ）の小作人の次男。口減らしのために奉公に出された。
角町「新野屋」に火付けをすれば、武家奉公として抱えると誘われた。台かつぎの仕事中に、首を切られて殺される。

### 7巻『狐花火』
森 専之介（もり せんのすけ）
- 初登場巻：7巻『狐花火』

麹町に屋敷がある侍。息子が御書院番御番頭、西郷筑前守の婿らしい。麹町で火事が起こった時、先に自分の家を対応しろと要人に言い寄ったが、要人の脅しに一目散に逃げていった。
五兵衛（ごへえ）
- 初登場巻：※7巻『狐花火』に名前だけ登場
- 職種：手花火職人

元鍵屋の職人。秀助が若い頃、花火のいろはを教えた。その後早世した息子の菩提を弔いつつ、内藤新宿で子ども相手の手花火商いをしたいと鍵屋を辞める。人が好く、秀助が藍助の預け先にと考え、藍助に頼るように告げた。
岩井 与左衛門（いわい よざえもん）
- 初登場巻：7巻『狐花火』

岩井家の当主。元駿河台定火消。元の名を「堂島宝次郎（どうじま ほうじろう）」。いつも大徳利に酒を入れて町を闊歩しており、火事場に酩酊したまま現れることもしばしばあった。火消の腕は並み以下で、酒で何度も失敗を重ね、「徳利宝次郎(とっくりほうじろう)」という悪名で有名だった。額に瘤がある。
隅田川で起こった花火の試し上げで事故を起こす失態をして火消を辞める。その後弟に家督を譲り、子がいない親類の岩井家に養子に入った。この時の花火の試し上げで秀助の娘は亡くなり、後に秀助はその恨みから明和の大火を引き起こすことになる。（1巻『火喰鳥』）
土蔵に朱土竜が仕掛けられており、扉を開けた時に火をまともに浴びて死亡。

### 8巻『玉麒麟』
栄蔵（えいぞう）
- 初登場巻：8巻『玉麒麟』

新之助の近所に住んでいる武家の隠居。新之助のことを幼い頃から知っている。碁が好きで、新之助が非番の日に相手をすることもある。
平吉（へいきち）
- 初登場巻：8巻『玉麒麟』
- 年齢：7歳（8巻～）

父親は青物を売る棒手振り。新之助が見廻りの時によく会う男の子。
秋月 貫兵衛（あきづき かんべえ）
- 初登場巻：※8巻『玉麒麟』に名前だけ登場

新之助が通っていた一刀流道場に、二年程逗留していた剣客。歳は四十程で、師匠の古馴染み。新之助が十一歳の時に初めて出逢い、師匠よりも秋月から学ぶことが多かった。
詳細は伝わっておらず、伝授された者もいない上泉信綱が編み出した幻の奥義「転（まろばし）」を実践してみせた。新之助はその時の記憶を呼び起こして、琴音を守る為に「転」をやってのけた。（8巻『玉麒麟』）
鹿太（しかた）
- 初登場巻：8巻『夢胡蝶』

甲州の産。飢饉が起こって田を捨て、七年前に江戸に出てきたが職がなく、人足として日銭を稼いでいる。賭場で、武家からある男を尾行して欲しいと声を掛けられた。お金の為に受けたが、尾行していた平蔵にすぐ見破られてしまう。まともに働きたかったと言うと、平蔵が中間が足りないから、家に来いと声を掛けてくれた。
音松（おとまつ）
- 初登場巻：※8巻『夢胡蝶』に名前だけ登場

本所深川を取り仕切っている香具師の元締め。「本所の音松」と呼ばれている。銕三郎が「本所の銕」と恐れられていた頃、散々連んで歩いた仲。明和の大火の折に先代が死に、その受持を引き継いでいる。

### 9巻『玉麒麟』
豊吉（とよきち）
- 初登場巻：9巻『玉麒麟』
- 職種：筆屋「熊しず」 店主

高倉通二条上る天守町にある筆屋「熊しず」の主人。代々熊野の上質な筆を商ってきた。だが年々売れ行きが悪くなるのを危惧し、文具を一手に商おうと、隣の空き家を買い取る予定だった。
火事で取り残されたところ、弾馬に助け出された。
陸（りく）
- 初登場巻：9巻『玉麒麟』

豊吉の妻。火事で取り残されたところ、弾馬に助け出された。
豊太郎（とよたろう）
- 初登場巻：9巻『玉麒麟』
- 年齢：10歳（9巻）

豊吉の息子。火事で取り残されたところ、弾馬に助け出された。
里三郎（りざぶろう）
- 初登場巻：9巻『玉麒麟』
- 職種：化粧道具屋 五代目

豊吉の幼馴染。
徳一郎（とくいちろう）
- 初登場巻：9巻『玉麒麟』
- 職種：「橘屋」 主人

日本橋にある「橘屋」の主人。日記をつけており、何故か一橋家がその日記を狙っている。強盗に襲われた時、嘘の日記を差し出した。日記は行方不明。
琴音（ことね）
- 初登場巻：9巻『玉麒麟』
- 年齢：17歳（9巻～）

徳一郎の長女。二重の大きな目に長い睫毛。摘まみ上げたような高い鼻の美少女。八重歯がある。
「明和の大火」で怪我をしながらも火事に立ち向かっている新之助の姿を見て心惹かれた。新之助に縁談を申し込み、三度断られてもめげることなく、四度目で初めてお見合いを果たす。そのお見合いの場で、新之助が火事だからと中座しても不満な顔を見せず、寧ろ嬉々としながら励まして見送った。新之助も言うようにものすごくよい娘さん。田沼意次の国元である遠江へ行くことになっても、「私の気持ちは今変わりません。返事はまたいつか」と新之助にきっぱりと告げた。
玉枝（たまえ）
- 初登場巻：9巻『玉麒麟』
- 年齢：8歳（9巻～）

徳一郎の次女。

### 零巻『黄金雛』
林 鳳谷（はやし ほうこく）
- 初登場巻：零巻『黄金雛』
- 役職：大学頭・従五位下図書頭
- 年齢：36歳（零巻）

林羅山(らざん)を祖とし、代々幕府の儒家を務める家の五代目。父は林 榴岡（りゅうこう）。家系図を作る担当をした家の為、他家の成り立ちに詳しい。父のことを学問一筋で処世術に疎いと軽んじている。出世の機会も無く、政の中枢に絡むこともないのが不満で、幕閣たちに恩を売ることで、家の地位を向上させようと企んでいる。
火消が大嫌い。武家火消が徐々に町火消の気風を備え始めたことに危機感を覚えており、元の「美しい構造」を取り戻す為に、火消の象徴である尾張藩火消に失態を犯させようとした。
中尾 采女（なかお うねめ）
- 初登場巻：零巻『黄金雛』
- 役職：御付属列衆（おつきぞくれっしゅう）
- 年齢：年齢不詳 宝暦六年（1756）没

腫れぼったい唇。小心者。
財政を圧迫している尾張藩火消を潰したいと考えているが、市井の人気と幕府からの指示によって規模を縮小させることも難しい。穏健派の一人である江戸家老が、伊神甚兵衛に娘を嫁がせようとしており、その前に片を付けたいと考えていた。
服部 中（はっとり あたる）
- 初登場巻：零巻『黄金雛』
- 役職：火事場見廻
- 年齢：32歳（零巻）→32歳 宝暦六年（1756）没

火事場の検分の見立て違いで甚兵衛と争ったことがある。結果は甚兵衛の方が正しく、有名な炎聖が絡んだ事件ということで、市井の者たちは服部の無能さを大いに嘲笑った。服部は半年の謹慎を命じられ、面子も失った。
久右衛門（きゅうえもん）
- 初登場巻：零巻『黄金雛』
- 職種：毛織物商「糸真屋」の主人
- 年齢：37歳（零巻）→37歳 宝暦六年（1756）没

白木屋の大番頭。自らも毛織物を商う「糸真屋」の店主でもある。延享四年（1747）八月、先代当主の四代目彦太郎勝全（かつまた）が三十五歳で亡くなり、翌年十五歳の彦一が跡を継いだ。まだ若い当主で久右衛門が実権を握っている。いずれ主人を凌いで、白木屋という母屋を乗っ取る野望を胸に秘めている。
尾張藩の火消改革の折、装備一式を納めたのが越後屋で、以降深く入り込んでいる。火消組を排除すれば、白木屋を尾張藩の御用達とする内諾を得ており、その手柄で白木屋を乗っ取ろうとしている。

### 10巻『襲大鳳（上）』
福（ふく）
- 初登場巻：10巻『襲大鳳（上）』

屋敷から甚兵衛に助け出された女中。10巻『襲大鳳（上）』の表紙に登場している。

### 11巻『襲大鳳（下）』
千香（ちか）
- 初登場巻：11巻『襲大鳳（下）』
- 年齢：20歳（11巻～）
- 職種：旅籠「櫻屋」 主人

旅籠「櫻屋」の主人。病で亡くなった父母に代わり旅籠を継いだ。だが若い女の主人の為、店を乗っ取ろうとする奴らに目を付けられ、度々嫌がらせを受けていた。慎太郎がその場に居合わせて場が鎮まった後、鳶市が始まるまで櫻屋に居候させた。
慎太郎と藍助が出奔した時に、旅籠の一室で匿っていた。（11巻『襲大鳳（下）』）
惇太（じゅんた）
- 初登場巻：11巻『襲大鳳（下）』
- 年齢：30手前（11巻～）
- 職種：旅籠「櫻屋」 奉公人

主人である千香のことを心から信頼しており、全力で千香を支えて守り立てていこうとしている。慎太郎の事をあまり快く思っていない。
小野坂 伴内（おのさか ばんない）
- 初登場巻：11巻『襲大鳳（下）』

尾張藩下屋敷の火事で爆ぜた屋敷の主。柳生新陰流の遣い手で下士たちの剣術指南役。角張った顎、これでもかと突き出た頬骨、眉の辺りに古傷。
小野坂自身が狙われていたが、中間が代わりに命を落とした。道場まで爆ぜて弟子の二人が巻き込まれて死んだことで激昂し、自分が伊神甚兵衛を打ち殺すと意気込み、現場の妨げになっていた。
鼎 伊左衛門（かなえ いざえもん）
- 初登場巻：11巻『襲大鳳（下）』
- 職種：住職

元沼田藩土岐家の火消。伊神甚兵衛と同期で、共に切磋琢磨した。火消になって三年目に火事で片足を喪い一線から退いた。その後家督を弟に譲って出家した。上野国桐生にある寺の住職となり、火事で大怪我を負ったり、真っ当な暮らしが出来なくなった鳶などを積極的に引き受けている。
林大学火事から脱した伊神甚兵衛に頼られ、寺男として過ごせるように匿った。村で火事が起こった時は甚兵衛に助けを求め、甚兵衛が火消に戻る後押しをした。甚兵衛の代わりに江戸に残っている尾張藩火消の縁者に会いに行って、江戸から発ってくれるように頼み込んだ。
正太郎（しょうたろう）
- 初登場巻：11巻『襲大鳳（下）』

桐生の村の民。江戸火消に憧れている男の子。伊神甚兵衛の事を慕っており、自分たちを助け出して亡くなった事を知ると人目もはばからず号泣していた。

### 幕間『恋大蛇』
久平（きゅうべい）
- 初登場巻：幕間『恋大蛇』

飛州久々野郷宮村の産。八丈島へ行く船で留吉が一緒になった男。大賀郷村に割り当てられた。新たに島で出来た火消組に入る。
与兵衛（よへえ）
- 初登場巻：幕間『恋大蛇』
- 職種：中ノ郷村 村名主

温厚な人物で、非常に人が良い。留吉に好意的に接している。留吉に仕事を紹介しようとしたり、留吉の人柄を知って理緒との縁談を持ち掛けた。
理緒（りお）
- 初登場巻：幕間『恋大蛇』
- 年齢：16歳（幕間）

与兵衛の娘。大きく円らな目。茶色がかった瞳、長い睫毛、真っすぐ通った鼻筋。小さな八重歯がある。
へいた（へいた）
- 初登場巻：幕間『恋大蛇』
- 年齢：11歳（幕間）

与兵衛の息子。留吉に懐いている。
角五郎（かくごろう）
- 初登場巻：幕間『恋大蛇』
- 年齢：52歳（幕間）
- 身長：六尺（約182cm）

流人だったが、島に来て七年で恩赦を得られた。だが島に残ることを決め、漁師をして生活している。漁の腕が良く村民から頼られている。
人と積極的に関わらないが、留吉が素手で魚を捕まえる様子を見ていた。留吉に自分の道具を貸し、船にも乗せて漁を教える。
病弱な妻と息子を火事で亡くした。火事の時、町火消に妻子を助けて欲しいと頼んだが、銭を貰う約束をしていた大店を先に対処した。助かったはずの妻子を亡くし、町火消に詰め寄ったが、言い訳と心無い言葉を浴びせる町火消に憤慨してぶん殴った。倒れた時に石段があり、町火消は亡くなった。詮議の末、情状酌量の余地があった為、死罪ではなく八丈島への島流しに処された。
仗助（じょうすけ）
- 初登場巻：幕間『恋大蛇』
- 年齢：26,7歳（幕間）
- 身長：五尺五寸（約167cm）
- 二つ名：「青蛙」

元ゑ組の町火消。安永二年（1773）の番付に十両で一度だけ載ったことがある。八丈島で火消組を作る事を提案し、自らが頭となって教練を行う。留吉が江戸三代纏師に数えられる鮎川転だと知り、頭になって欲しいと頼むが断られる。以降も転に意見を聞いたり相談をしたりと、転を慕っている。
希恵（きえ）
- 初登場巻：幕間『恋大蛇』
- 年齢：19歳（幕間）→19歳 安永三年(1774)没

め組の詰所の近くに住んでいる女。
両親を立て続けに亡くしたが、父親に相当な借金があり、その借金を返す為に掛け茶屋で働いていた。銀治が声を掛けた時、顔を真っ青にしてしゃがみこみ、口を押さえていた。後日、火事場から遺体となって見つかる。お腹の中には赤ん坊がいた。（幕間『恋大蛇』）
岡田 参二郎（おかだ さんじろう）
- 初登場巻：幕間『恋大蛇』
- 年齢：30前後（幕間）
- 身長：五尺九寸（約178cm）

切れ長の目、高い鼻梁、口が人並み外れて大きい。佐貫藩の元剣術指南役の息子で、本名は「沖本参二郎」。叔父が諍いから殺され、父は幼い参二郎を連れて仇討ちに出るが見つからず、江戸で流行り病にかかり命を落とした。父から仇討ちして欲しいと言われたがする気はなく、佐貫藩の者が三人程始末してくれたら家の再興を果たすと提案されて乗った。
熊吉（くまきち）
- 初登場巻：幕間『恋大蛇』

深川の香具師の元締め。「狸屋」を利用して金稼ぎを試みた黒幕。小伝馬町の牢屋内で、腹部の痛みを訴えて亡くなった。
弁助（べんすけ）
- 初登場巻：幕間『恋大蛇』

熊吉の子分だが、一年少し前に入ったばかりの新米。古参の子分から指示を受けていた。

## 動物
碓氷（うすい）
- 初登場巻：1巻『火喰鳥』

堂々たる体躯の黒毛。気が荒いが勘九郎が褒めるほどよい馬。大音謙八の乗馬であった大黒の孫にあたる。
明和の大火の時に、加賀鳶から借り受けた馬。その後お琳が攫われたのを救った礼として、加賀鳶からお礼にと新庄藩に贈られた。（2巻『夜哭烏』）
鳶丸（とびまる）
- 初登場巻：2巻『夜哭烏』

美しい茶毛、額に豆ほどの白い斑点がある犬。新之助が助けた、明和の大火で朱土竜の土蔵に押し込められていた犬の子ども。
新之助が溺愛しており、鳶丸も新之助に母のように懐いている。
赤曜（せきよう）
- 初登場巻：零巻『黄金雛』

赤毛の駿馬。甚兵衛が火消の功績を讃えられ、主君から賜った愛馬。
大黒（だいこく）
- 初登場巻：零巻『黄金雛』

代々加賀鳶で血を伝えし青毛の馬。大音謙八の馬。
白秋（はくしゅう）
- 初登場巻：9巻『双風神』

花村祐の馬。親は幕府直轄の金子牧の馬。南蛮の馬の血が混じっていると予想されている。
元は上賀茂神社の神馬になるようにと収められたが、あまりに気性が荒く禰宜たちの手には負えなかった。馬喰に売り下げることにしたが誰も欲しがらず、噂を聞きつけた祐が一発で乗りこなした。
泉国（せんごく）
- 初登場巻：11巻『襲大鳳（下）』

勘九郎の愛馬。
笹（ささ）
- 初登場巻：幕間『恋大蛇』※9巻『双風神』で登場しているが名前はまだない

顔は白地に黒い部分が鼻筋を境にしている鉢割れの猫。大阪で緋鼬から逃げている時に弾馬が助けた。弾馬に懐いており、京に連れて帰ったら紗代が引き取ると申し出て、緒方屋で飼われることになった。
名前は弾馬が付けた。好きなものの名前を付けてと言われて「酒」と言ったが却下され、古来の酒の呼び方である「酒(ささ)」から、字を当て直して「笹(ささ)」となった。